# Незгоде и инциденти Аерофлота 1970-их
Следи списак незгода и инцидената које је Аерофлот доживео 1970-их година. Најсмртоноснији догађај који се десио током деценије био је у августу 1979. године, када су се два авиона Ту-134 сударили изнад украјинског града Дњепродзержинск, при чему су страдале 178 особе. Укључујући овај догађај, било је девет несрећа са више од 100 смртних случајева, док је укупан забележени број жртава у деценији био 3.541.
Скоро сви доле приказани догађаји догодили су се у Совјетском Савезу. Компанија је тада избегавала да објављује смртоносне несреће и тежила је да призна само оне које су се десиле изван граница Совјетског Савеза или оне у којима су странци укључени у списак смртних случајева. Политика авиокомпаније за сузбијање информација о несрећама у овом периоду може довести до тога да су ове бројке биле и веће него што је приказано у објављеном запису, јер судбина путника у многим отписаним ваздухопловима није обелодањена јавно.
Антонов Ан-10, који је уврштен у флоту 1957. године, повучен је из употребе након несреће која се догодила у мају 1972. године у којој су погинуле 122 особе. У овој деценији је компанија изгубила шест авиона овог типа. Аерофлот је такође повукао из употребе Ту-124 (уврштен у флоту 1962. године) након несреће 1979. у којој су погинуле 63 особе. Компанија је током деценије изгубила седам авиона овог типа. Други типови авиоона који су изгубљени у несрећама / незгодама су 169 Антонов Ан-2, 18 Антонов Ан-12, 2 Антонов Ан-22, 31 Антонов Ан-24, 3 Антонов Ан-26, 3 АВИА 14, један Беријев Бе-30, 13 Иљушин Ил-14, 19 Иљушин Ил-18, 2 Иљушин Ил-62, 2 Лет Л-410 Турболет, 6 Лисунов Ли-2, 16 Тупољев Ту-104, 7 Тупољев Ту-134, 6 Тупољев Ту-154 и 27 Јаковљев Јак-40. То је укупно 338 изгубљених авиона у овој деценији.

## Листа
| Датум               | Локација                         | Авион          | Регистрација авиона | Дивизија авиона           | Штета на авиону | Фаталност | Опис | Реф.                                  |
| ------------------- | -------------------------------- | -------------- | ------------------- | ------------------------- | --------------- | --------- | --- | ------------------------------------- |
| 1970.               | Саратов                          | Aн-24Б         | CCCP-46241          | Приволжск                 | Отпис           | Непознато | Оштећен у пожару док је доливао гориво на аеродрому Саратов. | [ 4 ]                                 |
| 28. јануар 1970.    | У близини Батагаја               | Aн-24Б         | CCCP-47701          | Јакутија                  | Отпис           | 34/34     | Срушио се 40 километара од места Батагај услед прераног слетања на градском аеродрому. Авион је превозио путнике на линији Депутатски-Батагај. | [ 5 ]                                 |
| 29. јануар 1970.    | Мурманск                         | Tу-124В        | CCCP-45083          | Северни                   | Отпис           | 11/38     | Срушио се на брдо прекривен снегом, на 29 километара од аеродрома Мурманск, приликом прилаза, клизајући низ снежну падину. Пет путника у авиону погинуло је одмах након удара, још шест је умрло од хипотермије док су чекали спасилачке екипе. Авион је превозио путнике на линији Лењинград– Мурманск. | [ 6 ]                                 |
| 31. јануар 1970.    | Токмас                           | Aн-2ТП         | CCCP-40573          | Урал                      | Отпис           | 2/2       | Авион се срушио током позиционог лета из Чељабинска за Магнитогорск јер је посада постала дезоријентисана у подручју великог снега и слабе видљивости. | [ 7 ]                                 |
| 6. фебруар 1970.    | Самарканд                        | Ил-18В         | CCCP-75798          | Узбечка ССР               | Отпис           | 92/106    | Срушио се у планину усред облачног времена, 32 киломтра североисточно од Самарканда. Авион је превозио путнике на линији Ташкент-Самарканд. | [ 8 ] [ 9 ]                           |
| 25. фебруар 1970.   | Уст-Маја                         | Ил-14M         | CCCP-61637          | Јакутија                  | Отпис           | 5/5       | Авион је превозио терет из Уст-Маје до Јакутска. Срушио се убрзо након полетања са аеродрома Уст-Маја након квара на једном од мотора током почетног успона. | [ 10 ]                                |
| 26. фебруар 1970.   | Березово                         | Aн-12ТБ        | CCCP-12966          | Северни Кавказ            | Отпис           | 0         | Оштећен приликом лошег слетања на аеродрому Березово. | [ 11 ]                                |
| 5. март 1970.       | Уст-Кут                          | Ли-2           | CCCP-58340          | Непознато                 | Отпис           | 0         | Скренуо са писте приликом полетања са аеродрома Уст-Кут. | [ 12 ]                                |
| 19. март 1970.      | Николајево-Козловски             | Aн-2Р          | CCCP-25598          | Узбечка ССР               | Отпис           | 2/2       | Контролисан лет у терен. Авион је обављао неовлашћену мисију прскања усева. | [ 13 ]                                |
| 1. април 1970.      | Тогучин                          | Aн-24Б         | CCCP-47751          | Западни Сибир             | Отпис           | 45/45     | Авион се срушио на 20 километара југоисточно од Тогучина, након што се сударио са метеоролошким балоном. Авион је превозио путнике на линији Новосибирск–Краснојарск. | [ 14 ]                                |
| 4. април 1970.      | Запорожје                        | AВИА 14M       | CCCP-52002          | Грузијска ССР             | Отпис           | 7/35      | Срушио се на прилазу аеродрому у Запорожју. Посада је прерано покренула слетање и није пратила висину. Авион је превозио путнике на линији Ростов- Запорожје. | [ 15 ]                                |
| 20. април 1970.     | Кубањ                            | Aн-2Р          | CCCP-06333          | Северни Кавказ            | Отпис           | 2/4       | Авион је обављао летове за примену ђубрива за државну фарму Кубањ. Током седмог лета у авиону су били техничар авиона и радник фарме (радник је такође био у пилотској кабини). Копилот је преузео контролу над авионом, док су пилот и радник прегледали мапе парцела које је требало да обраде. Контрола је изгубљена током скретања на малој висини. Авион се преврнуо за 45° и срушио се. | [ 16 ]                                |
| 24. април 1970.     | Ростовска област                 | Aн-2Р          | CCCP-41398          | Северни Кавказ            | Отпис           | 0         | Срушио се након полетања, посада није подесила закрилца. | [ 17 ]                                |
| 28. април 1970.     | Рјазањ                           | Aн-2СХ         | CCCP-15935          | Узбечка ССР               | Отпис           | 2/2       | Срушио се током лета прскања усева. Авион је кренуо у стрми заокрет како би избегао далековод приликом чега је изгубио висину и срушио се. | [ 18 ]                                |
| 10. мај 1970.       | Иркутска област                  | Aн-2Р          | CCCP-32463          | Источни Сибир             | Отпис           | 2/3       | Срушио се током прскања усева услед акробација пијане посаде. | [ 19 ]                                |
| 15. мај 1970.       | Кишињев                          | Aн-10          | CCCP-11149          | Уљановска школа летења    | Отпис           | 11/11     | На тренингу је изгубио контролу након обиласка аеродрома Кишињев са два угашена мотора. | [ 20 ]                                |
| 5. јун 1970.        | Самарканд                        | Ил-18В         | CCCP-75533          | Узбечка ССР               | Отпис           | 0         | Проблеми са кормилом при полетању довели су до пада авиона на аеродрому Самарканд. | [ 21 ]                                |
| 18. јул 1970.       | Непознато                        | Aн-22          | CCCP-09303          | Непознато                 | Отпис           | 23/23     | Нестао је у северном Атлантику док је превозио терет на линији Рејкјавик–Сиднеј (Нова Шкотска). | [ 22 ] [ 23 ]                         |
| 25. јул 1970.       | Ухта                             | Aн-2TП         | CCCP-41295          | Комија                    | Отпис           | 0         | Срушио се након отказивања мотора. | [ 24 ]                                |
| 26. јул 1970.       | Аукштелкај                       | Aн-2Р          | CCCP-29387          | Литванска ССР             | Отпис           | 3/3       | Срушио се приликом прскања усева приликом акробација пијаног пилота. | [ 25 ]                                |
| 8. август 1970.     | Кишињев                          | Aн-10A         | CCCP-11188          | Украјинска ССР            | Отпис           | 1/114     | Авион је слетео на 38 километара од Кишињева. Након дванаест минута лета, на висини од 5.400 метара, посада је осетила дим у пилотској кабини са горућим мирисом. Пожар током лета избио је након што је мотор број четири претрпео квар, присиливши посаду да изврши хитно слетање. Пилот је извршио присилно слетање у кукурузно поље. Један путник је погинуо. Авион је превозио путнике на линији Виница-Симферопољ. | [ 26 ]                                |
| 9. август 1970.     | Кировоград                       | Aн-2Р          | CCCP-45215          | Украјинска ССР            | Отпис           | 0         | Срушио се након ударца у телефонски кабл. | [ 27 ]                                |
| 20. август 1970.    | Покрајина Наманган               | Aн-2Р          | CCCP-15238          | Узбечка ССР               | Отпис           | 0         | Срушио се због квара мотора. | [ 28 ]                                |
| 23. август 1970.    | Аеродром Јужно-Сахалинск         | Ил-18В         | CCCP-75823          | Далеки исток              | Отпис           | 0         | Док је био на завршном прилазу аеродрому Јужно-Сахалинск, авион је пришао превисоко и брзо се спустио. Склизнуо је са писте, разбијајући оба крила. Авион је превозио путнике на линии Москва–Чељабинск–Краснојарск–Чита–Јужно-Сахалинск. | [ 29 ]                                |
| 2. септембар 1970.  | Дњепар                           | Тупољев Ту-124 | CCCP-45012          | Литванска ССР             | Отпис           | 37/37     | Срушио се након отказивања контрола. Превозио је путнике на линији Ростов на Дону–Вилњус. | [ 30 ]                                |
| 3. септембар 1970.  | Лењинабад                        | Јак-40         | CCCP-87690          | Таџичка ССР               | Отпис           | 21/21     | Срушио се изнад планинског подручја на висини од 2.100 метара. | [ 31 ]                                |
| 5. септембар 1970.  | Џаркишлак                        | Aн-2Р          | CCCP-28952          | Западни Сибир             | Отпис           | 2/2       | Током прскања усева авион је ударио у далековод и срушио се у поље памука. | [ 32 ]                                |
| 21. септембар 1970. | Булбухта                         | Aн-2T          | CCCP-02195          | Источни Сибир             | Отпис           | 1/3       | Срушио се на планину на висину од 1.400 метара услед слабе видљивости. Превозио је терет на линији Перевоз-Булбухта. | [ 33 ]                                |
| 27. септембар 1970. | Ижевск                           | Aн-2T          | CCCP-35417          | Урал                      | Отпис           | 0         | Срушио се након губитка брзине док је био на прилазу аеродрому у близини Ижевска. | [ 34 ]                                |
| 1. октобар 1970.    | Рт Камењи                        | Aн-12Б         | CCCP-11031          | Међународни               | Отпис           | 8/8       | Срушио се при полетању након квара мотора због квара у систему пумпе за гориво. | [ 35 ]                                |
| 14. октобар 1970.   | Черновци                         | Aн-2Р          | CCCP-02833          | Украјинска ССР            | Отпис           | 0         | Срушио се приликом покушаја слетања по лошем времену. | [ 36 ] [ 37 ]                         |
| 15. октобар 1970.   | Трабзон                          | An-24B         | CCCP-46256          | Грузијска ССР             | Непознато       | 1/60      | Авион је био отеттоком лета на линији Батуми-Сухуми од стране два отмичара, који су захтевали да буду превезени у Турску. | [ 38 ]                                |
| 16. октобар 1970.   | Симферопољ                       | Ил-18В         | CCCP-75578          | Јерменска ССР             | Отпис           | Непознато | Након квара мотора посада је слетела принудно у Симферопољ након. Авион је склизнуо са писте након слетања. | [ 39 ]                                |
| 16. октобар 1970.   | Лешуконскоје                     | Ли-2           | CCCP-84771          | Северни                   | Отпис           | 0         | Срушио се при полетању са аеродрома Лешуконскоје. Авион је био претоварен. | [ 40 ]                                |
| 29. новембар 1970.  | Тамбов                           | Aн-2Р          | CCCP-25611          | Москва СПиМВЛ             | Отпис           | 0         | Срушио се током оштрог окрета на малој висини. | [ 41 ]                                |
| 19. децембар 1970.  | Панагар                          | Aн-22          | CCCP-09305          | Непознато                 | Отпис           | 17/17     | Услед квара на пропелеру посада се одлучила за хитно слетање на аеродрому Панагар. Авион се срушио око 2 километра од писте приликом чега се запалио. Авион је био у служби совјетског ратног ваздухопловства. | [ 23 ] [ 42 ]                         |
| 31. децембар 1970.  | Лењинград                        | Ил-18В         | CCCP-75773          | Јерменска ССР             | Отпис           | 6/86      | Срушио се приликом полетања са аеродрома Пулково јер посада није подесила закрилца. Превозио је путнике на линији Лењинград–Јереван. | [ 43 ]                                |
| 22. јануар 1971.    | Сургут                           | Aн-12Б         | CCCP-11000          | Комија                    | Отпис           | 13/13     | Авион је превозио терет на линији Омск-Сургут када се срушио 15 километара од писте у Сургуту због залеђивања. | [ 44 ]                                |
| 31. јануар 1971.    | Сургут                           | Aн-12Б         | CCCP-12996          | Тјумењ                    | Отпис           | 7/7       | Авион се срушио приликом слетања на аеродрому Сургут због залеђених закрилца. | [ 45 ]                                |
| 7. фебруар 1971.    | Аеродром Кировск                 | Ил-14M         | CCCP-91535          | Архангељск                | Отпис           | 0         | Лоше слетање на аеродрому Кировск. | [ 46 ] [ 47 ]                         |
| 16. фебруар 1971.   | Воркута                          | Aн-12TБ        | CCCP-11374          | Комија                    | Отпис           | 0/5       | Авион је летео на линији Нориљск–Воркута. Требало је да слети на аеродрому Воркута али је преусмерен на алтернативни аеродром због временских неприлика. Прелетео је писту приликом слетања и ударио у снежни смет. | [ 48 ]                                |
| 31. март 1971.      | Ворошиловград                    | Антонов Ан-10  | CCCP-11145          | Приволжск                 | Отпис           | 65/65     | Срушио се 13 километара од аеродрома Ворошиловград приликом прилаза, због квара закрилца на десном крилу. Авион је превозио путнике на линији Кујбишев– Ворошиловград. | [ 49 ] [ 50 ]                         |
| 31. март 1971.      | Аеродром Биково                  | Антонов Ан-24  | CCCP-46747          | Централни                 | Отпис           | 0/5       | Приликом тренажног лета вежбе прилаза, пилот инструктор је сматрао да десни мотор не ради. Механички је смањио снагу десног мотора док је повећао снагу на левом мотору. Грешком је искључио леви мотор а десни је отказао. Посада је успела да слети у близини аеродрома. | [ 51 ] [ 52 ]                         |
| 11. април 1971.     | Теџен                            | Aн-2Р          | CCCP-25588          | Туркменска ССР            | Отпис           | 0         | Срушио се при полетању због губитка брзине. | [ 53 ]                                |
| 29. април 1971.     | Черновци                         | Aн-2Р          | CCCP-42696          | Украјинска ССР            | Отпис           | 0         | Присилно слетео у шуму због губитка снаге мотора. | [ 54 ]                                |
| 24. мај 1971.       | Киров                            | Aн-2T          | CCCP-02171          | Ural                      | Отпис           | 0         | Срушио се због преоптерећења. | [ 55 ]                                |
| 25. мај 1971.       | Аеродром Батагај                 | Aн-12Б         | CCCP-11024          | Јакутија                  | Отпис           | 0/8       | Лоше слетање. | [ 56 ] [ 57 ]                         |
| 31. мај 1971.       | Малахово                         | Aн-2Р          | CCCP-32076          | Централни                 | Отпис           | 3/3       | Приликом прскања усева, пијани пилот је изводио акробације и срушио се. | [ 58 ] [ 59 ]                         |
| 1. јун 1971.        | Острво Богодорск                 | Aн-24Б         | CCCP-47729          | Источни Сибир             | Отпис           | 0         | Срушио се близу Улан-Удеа, док је био на тренажном лету. Део обуке је било летење авиона једним мотором. Након што су угасили мотор, инструктор лета је грешком угасио други мотор и извршили су принудно слетање. | [ 60 ]                                |
| 15. јул 1971.       | Почоп                            | Aн-2Р          | CCCP-06266          | Central                   | Отпис           | 2/2       | Током прскања усева, пијани пилот је изводио акробације и срушио се. | [ 61 ] [ 62 ]                         |
| 16. јул 1971.       | Камењаја Сарма                   | Aн-2СХ         | CCCP-43828          | Приволжск                 | Отпис           | 1/2       | Током лета за прскање усева за колективну фарму "Победа" мотор се покварио, вероватно због проблема са карбуратором. Због терена одмах није било могуће присилно слетање, уместо тога, пилот је извршио скретање улево, али авион је изгубио висину и срушио се. | [ 63 ]                                |
| 25. јул 1971.       | Аеродром Иркутск                 | Ту-104Б        | CCCP-42405          | Западни Сибир             | Отпис           | 97/126    | Авион је имао тешко слетање на аеродрому Икутск приликом којег се запалио. Превозио је путнике на линији Новосибирск–Иркутск–Владивосток. | [ 23 ] [ 64 ] [ 65 ]                  |
| 28. јул 1971.       | Аеродром Липецк                  | Јак-40         | CCCP-87719          | Централни                 | Отпис           | 0         | Промашио писту приликом слетања. | [ 66 ] [ 67 ]                         |
| 29. јул 1971.       | Колката                          | Aн-12Б         | CCCP-12993          | Међународни               | Отпис           | 0/7       | Промашио је писту приликом слетања на јакој киши на аеродрому Дум Дум. | [ 68 ]                                |
| 16. септембар 1971. | Аеродром Биково                  | Бe-30          | CCCP-62707          | Централни                 | Отпис           | 0         | Срушио се током сервисних испитивања, вероватно због тога што је члан посаде грешком угасио мотор. | [ 69 ] [ 70 ]                         |
| 25. септембар 1971. | Токо                             | Aн-2T          | CCCP-98281          | Јакутија                  | Отпис           | 0         | Тешко слетање због квара мотора. | [ 71 ]                                |
| 10. октобар 1971.   | Москва                           | Tу-104Б        | CCCP-42490          | Украјинска ССР            | Отпис           | 25/25     | Убрзо након полетања са аеродрома Внуково на висини од 1.200 метара експлодирала је експлозивна направа у авиону. Експлозија је оштетила труп авиона на левој страни и уништила команде након чега се авион срушио. Превозио је путнике на линији Москва–Симферопољ. | [ 72 ]                                |
| 11. октобар 1971.   | Тјубељаха                        | Aн-2T          | CCCP-47678          | Јакутија                  | Отпис           | 6/7       | Ударио је у планину по лошем времену док је превозио путнике на линији аеродром Хонуу–Уст-Нера. Олупина је пронађена пет дана касније. | [ 73 ]                                |
| 12. октобар 1971.   | Кишињев                          | Aн-10          | CCCP-11137          | Молдавска ССР             | Отпис           | 0         | Оштећен при слетању на аеродром Кишињев. | [ 74 ] [ 75 ]                         |
| 17. октобар 1971.   | Дњипро                           | Aн-2СКх        | CCCP-70908          | Украјинска ССР            | Отпис           | 0         | Срушио се због квара на управљачу закрилаца. | [ 76 ]                                |
| 12. новембар 1971.  | Виница                           | Aн-24Б         | CCCP-46809          | Украјинска ССР            | Отпис           | 48/48     | Срушио се током другог прилаза аеродрому Виница, превозио је путнике из Кијева. | [ 77 ] [ 78 ]                         |
| 13. новембар 1971.  | Керч                             | Aн-24Б         | CCCP-46378          | Украјинска ССР            | Отпис           | 6/11      | Ударио у далековод на прилазу аеродрому у Керчу. | [ 79 ]                                |
| 22. новембар 1971.  | Јереван                          | Aн-2Р          | CCCP-62760          | Јерменска ССР             | Отпис           | 0         | Отписан након прелетања писте при слетању на узлетишту у близини Јеревана. | [ 80 ]                                |
| 29. новембар 1971.  | Алоја                            | Aн-2Р          | CCCP-32207          | Летонска ССР              | Отпис           | 1/3       | Срушио се током прскања усева након акробација пилота. | [ 81 ]                                |
| 1. децембар 1971.   | Саратов                          | Aн-24Б         | CCCP-46788          | Приволжск                 | Отпис           | 57/57     | Током спуштања у Саратов, авион је летео кроз облак и дошло је до залеђивања. Пилот је покушао да повећа снагу мотора да поправи смањење брзине, али то није успело. Авион је изгубио контролу и ушао у велику брзину спуста и срушио се на 13 километара од писте. Авион је превозио путнике на линии Свердловск–Уфа–Саратов. | [ 82 ]                                |
| 8. децембар 1971.   | Даманка                          | Aн-2T          | CCCP-98292          | Северни Кавказ            | Отпис           | 1/2       | Авион је превозио терет из Маикопа до ремонтног постројења АРЗ-421 у Виници, са заустављањем у Керчу. Авион је летео прениско и одступио је јужно од пута лета за 15 километара. Услед невремена са лошом видљивошћу авион је ударио дрвеће на врху брда на висини од 300 метара. | [ 83 ]                                |
| 9. децембар 1971.   | Покрајина Ташкент                | Aн-2T          | CCCP-33164          | Узбечка ССР               | Отпис           | 0         | Срушио се при слетању због јаког ветра. | [ 84 ]                                |
| 12. децембар 1971.  | Фариха                           | Aн-2T          | CCCP-55567          | Северни                   | Отпис           | 2/2       | Срушио се при полетању. Убрзо након полетања летелица је изгубила равнотежу, вероватно због губитка снаге мотора, изгубила је висину и срушила се на леду недалеко од писте и изгорела. Авион је превозио терет на линији Фариха–Нарјан-Мар. | [ 85 ]                                |
| 29. децембар 1971.  | Ханти-Мансијск                   | Aн-2В          | CCCP-50573          | Тјумењ                    | Отпис           | 0         | Срушио се због преоптерећења. | [ 86 ]                                |
| 30. децембар 1971.  | Аеродром Бараниха                | Ил-14M         | CCCP-91570          | Магадан                   | Отпис           | 0         | Промашио писту приликом слетања. | [ 87 ] [ 88 ]                         |
| 30. децембар 1971.  | Бајкит                           | Aн-2T          | CCCP-98348          | Краснојарск               | Отпис           | 0         | Срушио се док је летео прениско. | [ 89 ]                                |
| 22. фебруар 1972.   | Липецк                           | Aн-24          | CCCP-46732          | Централни                 | Отпис           | 0/13      | Срушио се након што је пилот случајно активирао потиснике док се авион налазио на прилазу аеродрому Липецк. Авион је превозио путнике на линији Москва-Липецк. | [ 90 ] [ 91 ]                         |
| 27. фебруар 1972.   | Минералније Води                 | Aн-24Б         | CCCP-46418          | Северни Кавказ            | Отпис           | 0         | Изгубио је контролу и срушио се на прилазу аеродрому Минералније Води, након ненамерне активације потисника. | [ 92 ]                                |
| фебруар 1972.       | Аеродром Ростов                  | Aн-10          | CCCP-11142          | Украјинска СССР           | Отпис           | Непознато | Изгорео је у погону за одржавање АРЗ-412 на аеродрому Ростов. | [ 93 ]                                |
| 19. март 1972.      | Омск                             | Tу-104Б        | CCCP-42408          | Источни Сибир             | Отпис           | 0         | Ударио је у снежни смет при слетању на аеродром Омск након неколико покушаја слетања. | [ 94 ]                                |
| 26. март 1972.      | Стерлитамак                      | Aн-2Р          | CCCP-29380          | Приволжск                 | Отпис           | 0         | Срушио се због залеђивања. | [ 95 ]                                |
| 27. март 1972.      | Ворошиловград                    | Aн-2           | CCCP-42621          | Украјинска ССР            | Отпис           | 1/1       | Полазећи из Ворошиловграда (данашњи Луганск), пилот је одлучио да почини самоубиство због брачних проблема. Пилот је улетео авионом у четвероспратницу у којој је живео, оштетивши неколико станова и запаливши се у том процесу. Иако није било повређених у згради, пилот је умро од удара. | [ 96 ]                                |
| 11. април 1972.     | Јукагир                          | Aн-2T          | CCCP-44937          | Јакутија                  | Отпис           | 1/3       | Изгубио је контролу и срушио се приликом узлета код села Јукагир, Уст-Јански рејон. | [ 97 ]                                |
| 14. април 1972.     | Вијездоје                        | Aн-2Р          | CCCP-01506          | Приволжск                 | Отпис           | 2/2       | Авион је ударио у далековод током прскања усева. | [ 98 ]                                |
| 4. мај 1972.        | Братск                           | Јaк-40         | CCCP-87778          | Источни Сибир             | Отпис           | 18/18     | Приликом прилаза аеродрому Братск ударио у дрвеће и запалио се. Превозио је путнике на линији Иркутск-Братск. | [ 99 ]                                |
| 5. мај 1972.        | Полтавска област                 | Aн-2Р          | CCCP-25604          | Украјинска ССР            | Отпис           | 2/2       | Током лета за прскање усева, пијани изводио је акробације на малој висини над неким селом. Изгубиио је контролу и авион се срушио на зграду. | [ 100 ]                               |
| 8. мај 1972.        | Аргиз рејон                      | Aн-2Р          | CCCP-45192          | Таџичка ССР               | Отпис           | 2/2       | Током лета за прскање усева, авион је полетео у правцу шуме. Летелица је погодила врхове дрвећа убрзо након полетања, срушила се у шуми и запалила. | [ 101 ]                               |
| 12. мај 1972.       | Киренск                          | Aн-2TП         | CCCP-50506          | Источни Сибир             | Отпис           | 0         | Тешко слетање након квара мотора. | [ 102 ]                               |
| 18. мај 1972.       | Харков                           | Aн-10A         | CCCP-11215          | Украјинска ССР            | Отпис           | 122/122   | Срушио се 24 километра од аеродрома Харков. Током лета оба крила су се одвојила од трупа авиона. Аерофлот је након овог инцидента повукао из употребе флоту Ан-10. | [ 103 ] [ 104 ] [ 105 ]               |
| 15. јун 1972.       | Речка                            | Aн-2Р          | CCCP-02692          | Северни                   | Отпис           | 2/2       | Док је обављао лет за прскање усева за државну фарму "Передолски", мотор је изгубио снагу због талога на усисним вентилима. Летелица је изгубила снагу и срушила се у коњушницу на обали реке Луге. | [ 106 ]                               |
| 28. јун 1972.       | Ширинга                          | Aн-2Р          | CCCP-02582          | Источни Сибир             | Отписан         | 4/4       | Док је прскала усеве за државну фарму "Јеравнински", посада је била на неовлашћеном лету из Шининге. Летелица је изгубила висину док је скретала и срушила се. | [ 107 ]                               |
| 28. јун 1972.       | Кизилорда                        | Aн-2Р          | CCCP-35313          | Украјинска ССР            | Отпис           | 0         | Срушио се током прскања усева. | [ 108 ]                               |
| 29. јун 1972.       | Астраханка                       | Aн-2Р          | CCCP-46652          | Казашка ССР               | Отпис           | 1/2       | Приликом прскања усева авион је изгубио контролу током извођења десног скретања на малој висини, вероватно услед квара контролног кабла за управљање десним кормилом. Летелица се срушила и изгорела. | [ 109 ]                               |
| 11. јул 1972.       | Оха                              | Aн-2           | CCCP-98280          | Далеки исток              | Отпис           | 2/2       | Убрзо након полетања авион је наишао на густу маглу дужине 35–40 метара. Пилот се тада окренуо, али летелица је изгубила брзину ваздуха и срушила се на обали залива Пвернаја Бухта и изгорела. Авион је превозио терет на линији Оха–Цимермановка. | [ 110 ]                               |
| 19. јул 1972.       | Јенотајевка                      | Aн-2Р          | CCCP-15283          | Северни Кавказ            | Отпис           | 1/1       | Срушио се у степи 7 км западно од аеродрома Јенотајевка и изгорео. Пилот је био пијан. | [ 111 ]                               |
| 28. јул 1972.       | Уст-Куига                        | Aн-2T          | CCCP-32649          | Јакутија                  | Отпис           | 0         | Тешко слетање након квара мотора. | [ 112 ]                               |
| 4. август 1972.     | Алдан                            | Ил-14M         | CCCP-91537          | Јакутија                  | Отпис           | 0         | Уништен ватром у покушају присилног слетања због квара мотора, убрзо након полетања са аеродрома Алдан. Превозио је путнике на линији Алдан–Чулман. | [ 113 ]                               |
| 13. август 1972.    | Јужно-Сахалинск                  | Aн-2T          | CCCP-01147          | Далеки исток              | Отпис           | 0         | Тешко слетање услед губитка снаге мотора. | [ 114 ]                               |
| 26. август 1972.    | Архангељск                       | Ил-18Б         | CCCP-75663          | Северни                   | Отпис           | 0         | Срушио се приликом слетања у магли на аеродрому Талаги. | [ 115 ]                               |
| 30. август 1972.    | Перевици                         | Aн-2Р          | CCCP-32520          | Централни                 | Отпис           | 2/2       | Током лета за прскање усева за државно пољопривредно газдинство "Врачево-Горки", авион је наишао на густ дим од поља у пожарима. Пилоти су постали дезоријентисани, дозволивши авиону да изгуби висину док се није срушио на обалу реке Оке. | [ 116 ] [ 117 ]                       |
| 30. август 1972.    | Сунтар                           | Aн-2Р          | CCCP-49369          | Јакутија                  | Отпис           | 0         | Док су превозили терет буради за гориво, у товарном простору је почео пожар. Иако је извршено принудно слетање, летелица је изгорела. | [ 118 ]                               |
| 31. август 1972.    | Смеловскиј                       | Ил-18В         | CCCP-74298          | Казашка ССР               | Отпис           | 101/101   | Пожар је избио у складишту терета, на 7.200 метара, док је авион превозио путнике на линији Алма Ата-Москва. Посада је покушала извршити хитно слетање у Магнитогорск. За време спуштања, авион је ушао у брзи зарон са висине од 2.400 метара и срушио се у близини Смеловског. | [ 119 ] [ 120 ]                       |
| 10. септембар 1972. | Великаја Вулига                  | Aн-2M          | CCCP-02369          | Украјинска ССР            | Отпис           | 2/2       | Пре полетања пијана посада је заборавила да уклони стеге на кормилу и стабилизатору. Летелица је полетела на 10–15 метара висине и срушила се и изгорела на неких 500 метара од места где је била паркирана. | [ 121 ]                               |
| 13. септембар 1972. | Семипалатинска област            | Aн-2Р          | CCCP-33233          | Казашка ССР               | Отпис           | 0         | Приликом покушаја узлетања са лошег терена, летелица се срушила. | [ 122 ]                               |
| 1. октобар 1972.    | Адлер                            | Ил-18В         | CCCP-75507          | Москва                    | Отпис           | 109/109   | Срушио се у Црно море убрзо након полетања са аеродрома у Сочију, 4 километра од обале. Превозио је путнике на линији Адлер-Москва. | [ 103 ] [ 123 ] [ 124 ]               |
| 6. октобар 1972.    | Черски                           | Aн-2П          | CCCP-70738          | Јакутија                  | Отпис           | 0         | Тешко слетање након квара мотора. | [ 125 ]                               |
| 13. октобар 1972.   | Москва                           | Ил-62          | CCCP-86671          | Међународни               | Отпис           | 174/174   | Срушио се у језеро након више покушаја слетања на аеродром Шереметјево, отприлике 6 километара источно од аеродрома. Превозио је путнике на линији Париз-Лењинград-Москва. | [ 126 ] [ 127 ] [ 128 ]               |
| 4. новембар 1972.   | Курск                            | Aн-24Б         | CCCP-46202          | Приволжск                 | Отпис           | 0         | Срушио се након што је остварио контакт са дрвећем на прилазу аеродрому Восточни. | [ 129 ]                               |
| 13. новембар 1972.  | Јенисејск                        | Aн-2TP         | CCCP-09676          | Краснојарск               | Отпис           | 2/14      | На лету из Назимова за Јенисејск мотор авиона је изгубио снагу, због контаминираног горива. Посада је одлучила да направи принудно слетање у шуми 40 км северозападно од Јенисејска, али авион је ударио у дрвеће, срушио се и запалио се. | [ 130 ]                               |
| 14. новембар 1972.  | Ленск                            | Aн-2Р          | CCCP-91726          | Јакутија                  | Отпис           | 0         | Непознато | [ 131 ]                               |
| 21. новембар 1972.  | Воркута                          | Aн-12TБ        | CCCP-11360          | Москва                    | Отпис           | 0/8       | Промашио је писту приликом слетања на аеродрому Воркута и завршио у јарузи. | [ 132 ] [ 133 ]                       |
| 22. новембар 1972.  | Краснојарск                      | Јак-40         | CCCP-87819          | Краснојарск               | Отпис           | 0         | Срушио се при полетању са аеродрома Краснојарск услед залеђивања. | [ 134 ]                               |
| 3. децембар 1972.   | Јербогачон                       | Aн-2TП         | CCCP-41306          | Источни Сибир             | Отпис           | 0         | Тешко слетање након квара мотора. | [ 135 ]                               |
| 21. јануар 1973.    | Петухово                         | Aн-24Б         | CCCP-46276          | Северни Кавказ            | Отпис           | 39/39     | Срушио се у снег близу Петухова, очигледно након што га је погодио пројектил земља-ваздух док је био на путу за аеродром Перм. У авиону је било 39 људи. Упркос томе што је неколико њих преживело несрећу, убрзо су умрли од смрзавања, пре него што је спасилачка екипа стигла до места несреће. Авион је превозио путнике на линији Казањ-Перм. | [ 136 ]                               |
| 17. фебруар 1973.   | Амдерма                          | Aн-12БП        | CCCP-11341          | Поларни                   | Отписан         | 0         | Тешко слетање на аеродрому Амдерма. | [ 137 ]                               |
| 19. фебруар 1973.   | Праг                             | Ту-154         | CCCP-85023          | Међународни               | Отписан         | 66/100    | Срушио се на прилазу аеродрому Рузиње. Превозио је путнике на међународном лету Москва-Праг. | [ 138 ]                               |
| 24. фебруар 1973.   | Ура-Тјубе                        | Ил-18В         | CCCP-75712          | Таџичка ССР               | Отписан         | 79/79     | Срушио се са 2.200 метара висине на 40 километара од града Ура-Тјубе. Превозио је путнике на линији Душанбе–Лењинабад. | [ 139 ] [ 140 ]                       |
| 28. фебруар 1973.   | Семипалатинск                    | Јак-40         | CCCP-87602          | Казашка ССР               | Отписан         | 32/32     | Неколико секунди након што је полетео, авион је пао на писту на аеродрому Семипалатинск. Превозио је путнике на линији Семипалатинск–Уст-Каменогорск. | [ 141 ] [ 142 ]                       |
| 6. март 1973.       | Острво Грејма Бела               | Aн-12AП        | CCCP-11994          | Непознато                 | Отписан         | Непознато | Срушио се. | [ 143 ]                               |
| 6. март 1973.       | Серов                            | Aн-2T          | CCCP-93467          | Урал                      | Отписан         | 0         | Тешко слетање након квара мотора. | [ 144 ]                               |
| 7. март 1973.       | Смоленск                         | Aн-2Р          | CCCP-70816          | Централни                 | Отписан         | 0         | Тешко слетање након квара мотора. | [ 145 ]                               |
| 9. март 1973.       | Кондинскоје                      | Aн-2           | CCCP-01262          | Тјумењ                    | Отписан         | 3/3       | Авион је био на позиционом лету из Ељушкина за Кондискоје. Пилот и путник (директор аеродрома Кондискоје) су били пијани. Авион се срушио у снегом прекривеној мочвари 57 километара западно од Кондискоја. | [ 146 ]                               |
| 24. март 1973.      | Озјорнаја                        | Aн-2           | CCCP-05670          | Далеки исток              | Отписан         | 2/3       | Током теретног лета из Озјорнаје до Уст-Болшеретска пијани пилот намерно је одступио од руте лета. Авион је ушао у облаке и ударио у северну падину снежно покривене планине на 350 метара висине. | [ 147 ]                               |
| 14. април 1973.     | Андрејевка                       | Aн-2Р          | CCCP-35547          | Казашка ССР               | Отписан         | 1/6       | Током позиционог лета из Андрејевке до државне фарме у Алматију ради прскања усева, пилот је одлучио да лети изнад планинског ланца Чубунди. Летелица се тада суочила са лошим временским приликама, а касније се срушила на планини на висини од 1.200 метара. | [ 148 ]                               |
| 24. април 1973.     | Лењинград                        | Tу-104Б        | CCCP-42505          | Северни                   | Отписан         | 2/57      | Авион је био на лету од аеродрома Лењинград до Москве када га је отела особа захтевајући да одлете до Стокхолма. Упркос експлозивној направи која је експлодирала у лету када је покренуто слетање, усмртивши инжењера лета и отмичара и пробушивши рупу у десној страни трупа авиона, сигурно је слетео на аеродрому са ког је полетео. | [ 149 ]                               |
| 3. мај 1973.        | Северни пол                      | Ли-2T          | CCCP-04244          | Јакутија                  | Отписан         | 0/9       | Авион је полетео са пловеће станице Северни пол-21 до санте леда у подручју званом "Тачка 4". Након слетања на санту леда, дебљина је измерена на 55 cm. Летелица је била паркирана и експерименти су почели. Када је лед пробушен за постављање инструмената, утврђено је да је дебљина износила 47 cm. Схвативши да је лед превише танак да би авион могао дуго остати паркиран, посада је одлучила да прелети на другу санту леда. Летелица је стигла до краја узлетишта за полетање када је пропала кроз лед. Посада је поставила камп, а два дана касније спасио их је Ан-2.                                                 | [ 150 ]                               |
| 7. мај 1973.        | Аеродром Внуково                 | Tу-154         | CCCP-85030          | Москва                    | Отписан         | 0/4       | Током тренажног лета, посада је полетела са отвореним унутрашњим спојлерима. То је узроковало јаке вибрације и губитак снаге у два мотора. Посада је направила присилно слетање у шуми. | [ 151 ]                               |
| 11. мај 1973.       | У близини Семипалатинска         | Ил-18Б         | CCCP-75687          | Азербејџанска ССР         | Отписан         | 63/63     | Авион је превозио путнике на линији Ташкент-Новосибирск када се срушио 84 километра јужно од Семипалатинска, вероватно због квара мотора. | [ 152 ]                               |
| 11. мај 1973.       | Курск                            | Aн-2M          | CCCP-05915          | Централни                 | Отписан         | 0         | Тешко слетање након квара мотора. | [ 153 ] [ 154 ]                       |
| 14. мај 1973.       | Вологда                          | Aн-2Р          | CCCP-70569          | Северни                   | Отписан         | 0         | Срушио се због преоптерећења. | [ 155 ]                               |
| 18. мај 1973.       | Чита                             | Tу-104Б        | CCCP-42379          | Источни Сибир             | Отписан         | 82/82     | Авион је превозио путнике на линији Иркутск–Чита када је отет од стране путника који је захтевао да буде превезен у Кину. Отмичар је активирао бомбу и авион се срушио 97 километара западно од Чите. | [ 156 ] [ 157 ]                       |
| 20. мај 1973.       | Старобешево                      | Aн-2Р          | CCCP-55798          | Украјинска ССР            | Отписан         | 1/2       | Срушио се током прскања усева. | [ 158 ]                               |
| 21. јун 1973.       | Абакан                           | Aн-2Р          | CCCP-09228          | Краснојарск               | Отписан         | 2/3       | Срушио се током прскања усева услед грешке пилота. | [ 159 ]                               |
| 25. јун 1973.       | Иркутск                          | Aн-2Р          | CCCP-32558          | Источни Сибир             | Отписан         | 0         | Ударио у препреку приликом ниског лета. | [ 160 ]                               |
| 30. јун 1973.       | Аман                             | Tу-134A        | CCCP-65668          | Међународни               | Отписан         | 9/85      | Промашио писту на аеродрому Марка у Аману, ударио у кућу. Певозио је путнике на међународној линији Аман–Бејрут. Двоје путника су изгубили живот, као и седам особа на локацији удара авиона. | [ 161 ]                               |
| 4. јул 1973.        | Шахтјорск                        | Ил-14M         | CCCP-91534          | Далеки исток              | Отписан         | 18/18     | Ударио је у планину 53 километра од Шахтјорска приликом прераног слетања. | [ 162 ]                               |
| 9. јул 1973.        | Кујбишев                         | Tу-124В        | CCCP-45062          | Приволжск                 | Поправљен       | 2/61      | Једанаест минута након полетања са аеродрома Кујбишев, на висини од 6.600 метара, десни мотор се покварио. Крхотине су продрле у труп, убивши два путника и повређујући још четворицу. Путници у паници кренули су према предњем делу, узрокујући да се поремети тежиште авиона. Путници су се вратили на своја места и авион је слетео безбедно. Превозио је путнике на линији Кујбишев-Симферопољ. | [ 163 ] [ 164 ]                       |
| 20. јул 1973.       | Сатли рејон                      | Aн-2СХ         | CCCP-79827          | Азербејџанска ССР         | Отписан         | 1/2       | Током прскања усева авион је налетео на јато птица. Због лошег терена принудно слетање није било могуће и авион се срушио у канал. | [ 165 ]                               |
| 26. јул 1973.       | Орџоникидзе                      | Aн-2Р          | CCCP-35559          | Северни Кавказ            | Отписан         | 0         | Срушио се услед губитка брзине. | [ 166 ]                               |
| 2. август 1973.     | Шахти                            | Aн-2Р          | CCCP-70807          | Северни Кавказ            | Отписан         | 0         | Тешко слетање. | [ 167 ]                               |
| 2. август 1973.     | Чумикан                          | Aн-2Р          | CCCP-33242          | Далеки исток              | Отписан         | 0         | Срушио се након квара мотора. | [ 168 ]                               |
| 8. август 1973.     | Аеродром Архангељск              | Јак-40         | CCCP-87790          | Архангељск                | Отписан         | 1/31      | Авион је имао неуспешно полетање услед електричног квара на аеродрому Архангељск. Авион је превозио путнике на линији Архангељск-Котлас. | [ 169 ]                               |
| 13. август 1973.    | Уелен                            | Aн-2           | CCCP-23722          | Магадан                   | Отписан         | 0         | Срушио се услед лета по лошем времену. | [ 170 ]                               |
| 16. август 1973.    | Река Котуј                       | Aн-2В          | CCCP-41373          | Краснојарск               | Отписан         | 0         | Срушио се на обали реке Котуј, док је летео прениско. | [ 171 ]                               |
| 18. август 1973.    | Баку                             | Aн-24Б         | CCCP-46435          | Азербејџанска ССР         | Отписан         | 56/64     | Убрзо након полијетања са аеродрома Баку леви мотор се покварио. Приликом покушаја слетања авион је закачио кабал нафтне станице Нефтјањије Камни, затим је ударио цевовод и срушио се у близини аутопута и запалио. Авион је превозио путнике на линији Баку-Форт-Шевченко. | [ 172 ]                               |
| 29. август 1973.    | Нерха                            | Aн-2Р          | CCCP-28954          | Источни Сибир             | Отписан         | 0         | Срушио се приликом ниског лета. | [ 173 ]                               |
| 30. август 1973.    | Кизил                            | Aн-2TП         | CCCP-09649          | Краснојарск               | Отписан         | 0         | Срушио се током лета на малој висини. | [ 174 ]                               |
| 8. септембар 1973.  | Аеродром Богашево                | Aн-2Р          | CCCP-41913          | Западни Сибир             | Отписан         | 3/3       | Током тренажног лета авион се срушио 230 метара од писте и запалио се. | [ 175 ]                               |
| 15. септембар 1973. | Самарканд                        | Aн-2Р          | CCCP-32213          | Приволжск                 | Отписан         | 0         | При полетању, авион је закачио земљани насип и срушио се. | [ 176 ]                               |
| 30. септембар 1973. | Свердловск                       | Tу-104Б        | CCCP-42506          | Узбечка ССР               | Отписан         | 108/108   | Губитак контроле након полетања са аеродрома Колтсово. Авион је превозио путнике на линији Свердловск–Хабаровск. | [ 177 ]                               |
| 2. октобар 1973.    | Магадан                          | Aн-12TБ        | CCCP-12967          | Јакутија                  | Отписан         | 10/10     | Одступио је неких 6 km (3,7 mi) од проширене средишње линије на прилазу аеродрому Магадан и срушио се на падину брда. Авион је превозио терет на линији Јакутск-Магадан. | [ 178 ] [ 179 ]                       |
| 5. октобар 1973.    | Планина Хута                     | Aн-2           | CCCP-04340          | Тјумењ                    | Отписан         | 0/8       | Током лета из Мис Камењија до Воркута у знак подршке војној јединици, посада је намерно одступила од руте лета за 45 км. Посада се при слабој видљивости спустила на висини од 300 метара и ударила у бок планине Хута. Свих осам путника су преживели и евакуисани су хеликоптерима. | [ 180 ]                               |
| 10. октобар 1973.   | Дашогуз                          | Ли-2           | CCCP-71209          | Туркменска ССР            | Отписан         | 5/5       | Срушио се убрзо након поласка са аеродрома Дашоуз, услед двоструког квара на мотору. Превозио је терет на линији Дашогуз-Дарваза. Сви цивилни авиони Ли-2с су повучени из употребе након ове несреће. | [ 181 ]                               |
| 11. октобар 1973.   | Горис                            | Aн-2           | CCCP-70880          | Јерменска ССР             | Отписан         | 0         | Срушио се док је летео прениско. | [ 182 ]                               |
| 13. октобар 1973.   | Москва                           | Tу-104Б        | CCCP-42486          | Грузијска ССР             | Отписан         | 122/122   | Авион је превозио путнике на линији Тбилиси–Москва када се срушио на прилазу аеродрому Домодедово након проблема са електричним напајањем. Ова несрећа је, по броју жртава, најсмртоноснија у којој је учествовао авио Tу-104. | [ 183 ]                               |
| 25. октобар 1973.   | Њироб                            | Aн-2Р          | CCCP-01609          | Урал                      | Отписан         | 0         | Срушио се при полетању због преоптерећења. | [ 184 ]                               |
| 27. октобар 1973.   | Колпашево                        | Aн-2П          | CCCP-70408          | Западни Сибир             | Отписан         | 0         | Срушио се при полетању након што авион није био потпуно одлеђен. | [ 185 ]                               |
| 2. новембар 1973.   | Москва                           | Јак-40         | Непознато           | Непознато                 | Непознато       | 2         | На лету Брјанск–Москва авион је отет од стране 4 отмичара који су захтевали новац и да одлете у Шведску. Отмичари су савладани од стране снага безбедности на непознатом аеродрому у Москви. | [ 186 ]                               |
| 4. новембар 1973.   | Киренск                          | Aн-2           | CCCP-41978          | Источни Сибир             | Отписан         | 0         | Тешко слетање након отказивања мотора. | [ 187 ]                               |
| 20. новембар 1973.  | Казањ                            | Tу-124В        | CCCP-45031          | Приволжск                 | Отписан         | 0         | Промашио писту приликом слетања на аеродром Казањ. | [ 189 ]                               |
| 7. децембар 1973.   | Москва                           | Tу-104Б        | CCCP-42503          | Грузијска ССР             | Отписан         | 16/75     | Долазећи из Кутаисија превеликом брзином, авион се срушио након покушаја посаде да га успори за слетање на аеродрому Домодедово. Авион је превозио путнике на линији Кутаиси-Москва. | [ 190 ] [ 191 ]                       |
| 16. децембар 1973.  | Карачарово                       | Tу-124В        | CCCP-45061          | Литванска ССР             | Отписан         | 51/51     | Авион се срушио након квара управљачких контрола на висини од 8.000 метара. Превозио је путнике на линији Вилњус-Москва. | [ 192 ] [ 193 ]                       |
| 19. децембар 1973.  | Санаторноје                      | Aн-2Р          | CCCP-40521          | Урал                      | Отписан         | 2/2       | Док је био на путу за Шурму, авион је наишао на невреме са снегом и лошом видљивошћу. Авион се нашао у тешким условима залеђивања између Уржума и Шурме. Контрола је изгубљена због залеђивања и авион се срушио на пољу прекривеном снегом. | [ 194 ]                               |
| 21. децембар 1973.  | Јереван                          | Јак-40         | CCCP-87629          | Јерменска ССР             | Отписан         | 0         | Тешко слетање у магли на аеродрому Еребуни. | [ 195 ]                               |
| 23. децембар 1973.  | Виники                           | Tу-124В        | CCCP-45044          | Приволжск                 | Отписан         | 17/17     | Снажне вибрације створене неисправном турбином у једном мотору проузроковале су пуцање цеви за гориво, изазивајући ватру током лета у авиону. Срушио се у близини Винике убрзо након полетања са аеродрома Лавов. Авион је превозио путнике на линији Лавов–Кијев. | [ 196 ] [ 197 ]                       |
| 24. децембар 1973.  | Хантаискоје језеро               | Aн-2В          | CCCP-32448          | Краснојарск               | Отписан         | 1/2       | Авион је превозио терет на линији Дудинка-Хантаискоје језеро. Посада је скратила руту, али није могла утврдити свој положај због лоше видљивости. Посада није схватила да је фреквенција радио сигнала на њиховом одредишту промењена. Током спуштања авион је ударио у падину планине на висини од 1.016 метара. | [ 198 ]                               |
| 1974.               | Антарктик                        | Ли-2           | CCCP-04342          | Непознато                 | Отписан         | Непознато | Срушио се. | [ 199 ]                               |
| 6. јануар 1974.     | Мукачево                         | Aн-24Б         | CCCP-46357          | Украјинска ССР            | Отписан         | 24/24     | Превозио је путнике на линији Ивано-Франковск–Ужгород када је покушао да слети на аеродрому Мукачево јер је одредишни аеродром био привремено затворен. Приликом прилаза летелица је летела кроз облаке што је довело до залеђивања а систем одлеђивања је био искључен. Авион је изгубио стабилност и срушио се. | [ 200 ] [ 201 ]                       |
| 22. јануар 1974.    | Јегорљикскаја                    | Aн-2Р          | CCCP-33225          | Северни Кавказ            | Отписан         | 2/2       | Док је прскао усеве за државу фарму "им. Кирова" током лошег времена са лошом видљивошћу, пилот се спустио да лоцира узлетиште, али се летелица срушила у снежно покривено поље и изгорела. | [ 202 ]                               |
| 25. јануар 1974.    | Ростов на Дону                   | Aн-24Б         | CCCP-46277          | Приволжск                 | Отписан         | 4/4       | Срушио се након полетања са аеродрома Ростов на Дону. | [ 203 ]                               |
| 5. фебруар 1974.    | Махачкала                        | Aн-2Р          | CCCP-01579          | Северни Кавказ            | Отписан         | 0         | Срушио се због лошег времена. | [ 204 ]                               |
| 22. март 1974.      | Аеродром Киров                   | Ли-2           | CCCP-73960          | Урал                      | Отписан         | 3/9       | Срушио се убрзо након полетања због квара мотора. | [ 205 ]                               |
| 6. април 1974.      | Уст-Кујга                        | АВИА 14П       | CCCP-52053          | Јакутија                  | Отписан         | 0/18      | Ненамерно активирање приземних точкова. | [ 206 ]                               |
| 9. април 1974.      | Казањ                            | Јак-40         | CCCP-87369          | Приволжск                 | Отписан         | 0/34      | Срушио се на аеродрому Казањ након пожара мотора. | [ 207 ] [ 208 ]                       |
| 16. април 1974.     | Кутаиси                          | Aн-2           | CCCP-33085          | Грузијска ССР             | Отписан         | 0         | Срушио се на планинском терену услед губитка висине. | [ 209 ]                               |
| 27. април 1974.     | Лењинград                        | Ил-18В         | CCCP-75559          | Лењинград                 | Отписан         | 109/109   | Срушио се убрзо након полетања са аеродрома Пулково, током почетног успона, након квара мотора на десном боку. Асиметрично повлачење закрилца, услед јаке вибрације авиона, довело је до губитка контроле над авионом, који је требало да превеѕе путнике на линији Лењинград-Краснодар. | [ 210 ] [ 211 ]                       |
| 1. мај 1974.        | Станица Северни пол 22           | Aн-12Б         | CCCP-12950          | Краснојарск               | Отписан         | 1/16      | Ударио у ледени врх током хитног полетања, срушио се и запалио. | [ 212 ]                               |
| 2. мај 1974.        | Ростов на Дону                   | Јак-40         | CCCP-87398          | Централни                 | Отписан         | 1/38      | Срушио се након неуспелог полетања на аеродрому у Ростову на Дону. Авион је превозио путнике на линији Липецк-Ростов на Дону-Минералније Води. | [ 213 ] [ 214 ]                       |
| 9. мај 1974.        | Ивано-Франковск                  | Ил-18В         | CCCP-75425          | Урал                      | Отписан         | 0/75      | Авион је прелетео писту дугу 500 метара када је грешком слетео на аеродром Ивано-Франковск, завршивши у јарку и сломивши се на два дела. | [ 215 ]                               |
| 13. мај 1974.       | Крим                             | Aн-2           | CCCP-23664          | Украјинска ССР            | Отписан         | 0         | Авион ударио у планину. Посада је покушала да пређе своју руту преко планина. | [ 216 ]                               |
| 19. мај 1974.       | Самаркандска покрајина           | Aн-2СХ         | CCCP-25487          | Узбечка ССР               | Отписан         | 0         | Срушио се на писту током неуспелог полетања. | [ 217 ]                               |
| 23. мај 1974.       | Кијев                            | Јак-40         | CCCP-87579          | Украјинска ССР            | Отписан         | 29/29     | Срушио се приликом прилаза аеродрому Жулијани. Сумња се да се посада затровала угљен-моноксидом. Авион је превозио путнике на линији Рига-Кијев. | [ 218 ] [ 219 ]                       |
| 24. јун 1974.       | Ташкент                          | Ил-18E         | CCCP-75405          | Узбечка ССР               | Отписан         | 1/115     | Ударио је у јато птица приликом полетања на аеродрому Јужњи на висини од 10-15 метара након чега се срушио. Превозио је путнике на линији Ташкент-Свердловск. | [ 220 ]                               |
| 29. јун 1974.       | Демидово                         | Aн-2M          | CCCP-02383          | Централни                 | Отписан         | 1/1       | Током лета за прскање усева за колективну фарму "им. Димитрова", мотор се покварио. Авион је летео изнад шуме на висини од 80–90 метара када је изгубио висину, ударио у врхове дрвећа и срушио се у шуми и изгорео. | [ 221 ] [ 222 ]                       |
| 4. јул 1974.        | Аеродром Усинск                  | Aн-2           | CCCP-92836          | Комија                    | Отписан         | 2/2       | Пилот, пијан, летео је прениско. Летелица је ударила врхове дрвећа и срушила се на шумској чистини. | [ 223 ]                               |
| 27. јул 1974.       | Сасово                           | Aн-2TП         | CCCP-35029          | Школа летења Сасово       | Отписан         | 3/3       | Након отказивање елеватора авион изгубио контролу и срушио се. | [ 224 ]                               |
| 28. август 1974.    | Андрјушкино                      | Aн-2В          | CCCP-04302          | Јакутија                  | Поправљен       | 0         | Пробио ограду приликом слетања, лево доње крило се одвојило од авиона. | [ 225 ]                               |
| 18. октобар 1974.   | Јенисејск                        | Aн-12Б         | CCCP-11030          | Источни Сибир             | Отписан         | 1/12      | Авион је ударио у дрвеће на прилазу аеродрому Јенисејск када се авион спустио испод прениско током лошег времена, срушивши се неких 1.900 метара од писте. | [ 226 ]                               |
| 1. новембар 1974.   | Сургут                           | Aн-2           | CCCP-70766          | Тјумењ                    | Отписан         | 14/14     | Судар у ваздуху са хеликоптером Mи-8T. Авион је превозио путнике на линији Ханти-Мансијск–Сургут, док је хеликоптер полетео из Сургута за Нефтејуганск. У несрећи је погинуло и 24 особа које су се налазиле у хеликоптеру. | [ 227 ]                               |
| 5. новембар 1974.   | Чита                             | Tу-104Б        | CCCP-42501          | Далеки исток              | Отписан         | 0         | Прелетео је писту приликом слетања на аеродром Чита и ударио у железнички насип. | [ 228 ]                               |
| 14. новембар 1974.  | Кијев                            | Ил-14M         | CCCP-91515          | Украјинска ССР            | Отписан         | 6/6       | Изгубио је контролу и срушио се у пожару убрзо након полетања са аеродрома Жулијани. | [ 229 ]                               |
| 4. децембар 1974.   | Иркутск                          | Aн-12Б         | CCCP-12985          | Источни Сибир             | Отписан         | 0         | Обе летелице судариле су се у ваздуху када је Ан-2Р, управо одлазећи са аеродрома Иркутск, прешао пут Ан-12Б који је био на тренажном лету. До несреће је дошло због грешке контролора ваздушног саобраћаја, који је одобрио полетање авиону Ан-2Р. | [ 230 ] [ 231 ]                       |
| 4. децембар 1974.   | Иркутск                          | Aн-2Р          | CCCP-49342          | Источни Сибир             | Отписан         | 13/13     | Обе летелице судариле су се у ваздуху када је Ан-2Р, управо одлазећи са аеродрома Иркутск, прешао пут Ан-12Б који је био на тренажном лету. До несреће је дошло због грешке контролора ваздушног саобраћаја, који је одобрио полетање авиону Ан-2Р. | [ 230 ] [ 231 ]                       |
| 8. децембар 1974.   | Кијевски регион                  | Aн-2Р          | CCCP-05783          | Украјинска ССР            | Отписан         | 0         | Срушио се због недостатка горива. | [ 232 ]                               |
| 9. децембар 1974.   | Киренск                          | Aн-2T          | CCCP-44917          | Источни Сибир             | Отписан         | 0         | Изгубио је контролу и срушио се приликом теретног лета. | [ 233 ]                               |
| 14. децембар 1974.  | Бухара                           | Јак-40         | CCCP-87630          | Таџичка ССР               | Отписан         | 7/19      | Срушио се након неуспелог полетања на аеродрому Бухара. Превозио је путнике на линији Бухара-Самарканд. | [ 234 ] [ 235 ]                       |
| 24. децембар 1974.  | Батурино                         | Aн-2           | CCCP-15890          | Западни Сибир             | Отписан         | Непознато | Срушио се. | [ 236 ]                               |
| 27. децембар 1974.  | Хабаровск                        | Aн-2Р          | CCCP-06911          | Далеки исток              | Отписан         | 0         | Срушио се због преоптерећења. | [ 237 ]                               |
| 1975.               | Непознато                        | Aн-2Р          | CCCP-09233          | Урал                      | Отписан         | Непознато | Стајни трап је пукао након тешког слетања. | [ 238 ]                               |
| 16. јануар 1975.    | Сам Њуа                          | Aн-2П          | CCCP-70417          | Украјинска ССР            | Отписан         | 12/12     | Срушио се у планину по лошем времену током ноћи у близини аеродрома Сам Њуа. Превозио је путнике на нередовној линији Вијентијан-Сам Њуа. | [ 239 ]                               |
| 28. јануар 1975.    | Аеродром Запорожје               | Јак-40         | CCCP-87825          | Украјинска ССР            | Отписан         | 0/17      | Авион се срушио приликом полетања у снежним условима на аеродрому Запорожје. Превозио је путнике на линији Запорожје - Тернопољ. | [ 240 ]                               |
| 12. фебруар 1975.   | Краснојарск                      | Ил-18В         | CCCP-75801          | МУТА                      | Отписан         | 0         | Авион је имао тешко слетање на аеродрому Јемељаново услед лоших временских услова. | [ 83 ] [ 241 ]                        |
| 15. април 1975.     | Омск                             | Aн-2TП         | CCCP-70177          | Казашка ССР               | Отписан         | 13/14     | Срушио се након полетања са аеродрома Омск и запалио. Браве за заштиту од полетања нису биле отклоњене због грешке тима за одржавање. Превозио је путнике на линији Омск–Лењинградскоје–Кокшетау. | [ 242 ] [ 243 ]                       |
| 28. април 1975.     | Полтава                          | Aн-24РВ        | CCCP-46476          | Украјинска ССР            | Отписан         | 0/11      | Авион је промашио писту приликом слетања и срушио се недалеко од аеродрома Полтава. | [ 244 ]                               |
| 30. април 1975.     | Тамбов                           | Aн-2СХ         | CCCP-06444          | Централни                 | Отписан         | 0/2       | Изгубио је висину и срушио се у поље приликом прскања усева. | [ 245 ]                               |
| 18. мај 1975.       | Биробиџан                        | Aн-2Р          | CCCP-70426          | Далеки исток              | Отписан         | 0         | Авион је био у заокрету, док је имао мало горива. Ваздух је ушао у систем за гориво, због чега се мотор угасио, а авион се срушио. | [ 246 ]                               |
| 19. мај 1975.       | Местиа                           | Aн-2T          | CCCP-07960          | Грузијска ССР             | Отписан         | 0         | Авион се срушио убрзо након полетања, након што је ухваћен у снажном спусту. | [ 247 ]                               |
| 20. мај 1975.       | Непознато                        | Aн-2           | CCCP-43908          | Јакутија                  | Отписан         | Непознато | Уништен на земљи. | [ 248 ]                               |
| 19. јун 1975.       | Марково                          | Aн-2T          | CCCP-41932          | Магадан                   | Отписан         | 0         | Срушио се током лета по лошем времену. | [ 249 ]                               |
| 28. јун 1975.       | Караганда                        | Aн-2T          | CCCP-02132          | Киргишка ССР              | Отписан         | 0         | Ударио у терен док је летео прениско. | [ 250 ]                               |
| 15. јул 1975.       | Батуми                           | Јак-40         | CCCP-87475          | Јерменска ССР             | Отписан         | 40/40     | Авион је ударио у планину током поновног прилаза аеродрому Чорох. Превозио је путнике на линији Јереван-Батуми. | [ 251 ]                               |
| 23. јул 1975.       | Термез                           | Aн-2Р          | CCCP-70235          | Таџичка ССР               | Отписан         | 0         | Срушио се током прскања усева. | [ 252 ]                               |
| 9. август 1975.     | Багдарин                         | Ил-14M         | CCCP-52056          | Лењинград                 | Отписан         | 11/11     | Авион се спустио према прилазу аеродрому Багдарин и ударио шумску падину по облачном времену. | [ 253 ]                               |
| 15. август 1975.    | Красноводск                      | Јак-40         | CCCP-87323          | Азербејџанска ССР         | Отписан         | 23/28     | Срушио се на прилазу аеродрома Красноводск након што се авион спустио прениско због погрешној положаја закрилца. Превозио је путнике на линији Баку-Красноводск. | [ 254 ] [ 255 ]                       |
| 30. август 1975.    | Могиљовска област                | Aн-2Р          | CCCP-70506          | Белоруска ССР             | Отписан         | 4/4       | Авион је летео медицинским летом због превоза болесног пацијента у болницу у Могиљову. Након слетања у Краснопољ, посада је известила да мотор неће стартовати због неисправног стартера. Полетео је други Ан-2 (СССР-35443) са техничарима и пацијент је био премештен у овај Ан-2. Посада је преноћила на аеродрому. Замена стартера није успела да реши проблем и други Ан-2 (СССР-16018) је полетео са техничарима. Акумулатор је замењен и мотор је покренут. Авион је полетео за Могиљов, али комуникација је касније изгубљена. Олупина је пронађена у близини Малог Хутора, пилоти су били пијани и изгубили су контролу. | [ 256 ] [ 257 ]                       |
| 30. август 1975.    | Новосибирск                      | Tу-104Б        | CCCP-42472          | Украјинска ССР            | Отписан         | 0         | Стајни трап разбијен приликом тешког слетања на аеродрому Толмачево. | [ 258 ]                               |
| 18. септембар 1975. | У близини Туруханска             | Aн-2В          | CCCP-98302          | Краснојарск               | Отписан         | 3/3       | Авион ударио у брдо на висини од 410 метара, 72 километра северозападно од Туруханска. Авион је био на лету војне службе совјетских ваздухопловних снага. | [ 259 ]                               |
| 6. октобар 1975.    | Киров                            | Јак-40         | CCCP-87328          | Урал                      | Отписан         | Непознато | Срушио се на аеродрому Киров након квара три мотора. | [ 260 ]                               |
| 22. октобар 1975.   | Новгород                         | Јак-40         | CCCP-87458          | Летонска ССР              | Отписан         | 11        | Авион је превозио путнике на линији Сиктивкар–Вологда–Новгород–Рига. Авион је покушао прићи аеродрому Новгород, упркос лошој видљивости, када је скренуо са руте, а шасија и крила су закачили зграде, након чега се срушио и запалио. Свих 6 путника у авиону су погинула у несрећи, и још 5 особа на земљи. | [ 261 ] [ 262 ]                       |
| 17. новембар 1975.  | Гали                             | Aн-24РВ        | CCCP-46467          | Северни Кавказ            | Отписан         | 38/38     | Авион је скренуо са курса покушавајући да избегне грмљавину док је превозио путнике на линији Тбилиси-Сухуми. Срушио се у планинама 25 километара североисточно од Галија. | [ 263 ]                               |
| 20. новембар 1975.  | Харков                           | Aн-24Б         | CCCP-46349          | Белоруска ССР             | Отписан         | 19/50     | Авион је ударио дрвеће на прилазу аеродрому у Харкову, долазио је из Ростова на Дону, срушивши се у падину брда на 17 километара западно од аеродрома. Дошло је до одступања између висиномера авиона и стварне надморске висине. | [ 264 ] [ 265 ]                       |
| 10. децембар 1975.  | Серафимович                      | Aн-2Р          | CCCP-23691          | Северни Кавказ            | Отписан         | 0         | Срушио се док је летео прениско по лошем времену. | [ 266 ]                               |
| 13. децембар 1975.  | Нижнеангарск                     | Aн-2Р          | CCCP-49280          | Источни Сибир             | Отписан         | 0         | Срушио се док је летео прениско по лошем времену. | [ 267 ]                               |
| 15. децембар 1975.  | Фергана                          | Aн-12Б         | CCCP-11005          | Јакутија                  | Отписан         | 0         | Стајни трап ваздухоплова је грешком активиран током полетања на аеродрому Фергана. | [ 268 ]                               |
| 1976.               | Кијев                            | Tу-154         | CCCP-85020          | Међународни               | Отписан         | 0         | Тешко слетање. | [ 269 ]                               |
| 1976.               | Кијев                            | Tу-104A        | CCCP-42371          | Источни Сибир             | Отписан         | Непознато | Срушио се приликом слетања на аеродром Бориспољ након гашења мотора током лета. | [ 270 ]                               |
| 1976.               | Непознато                        | Aн-12Б         | CCCP-11103          | Северни                   | Отписан         | Непознато | Отписан 31. августа 1976. године. Непознате околности. | [ 271 ]                               |
| 3. јануар 1976.     | Санино                           | Tу-124В        | CCCP-45037          | Северни Кавказ            | Отписан         | 61/61     | Срушио се убрзо након полетања са аеродрома Внуково, након што је посада изгубила видљивост у облаку и постала дезоријентисана. Превозио је путнике на линији Москва–Брест. | [ 272 ] [ 273 ]                       |
| 13. јануар 1976.    | Лењинград                        | Aн-24Б         | CCCP-47280          | Урал                      | Отписан         | 0/45      | Ударио у дрвећем при прилазу аеродрому Смолноје кад се спустио прениско и срушио се у близини Лењинграда, посада је занемарила систем упозорења о близини земље. | [ 274 ]                               |
| 30. јануар 1976.    | Аеродром Фрунзе                  | Ил-18В         | CCCP-75558          | Киргиска ССР              | Отписан         | 6/6       | Срушен након губитка контроле током обиласка. Авион је био на тренажном лету. | [ 275 ]                               |
| 9. фебруар 1976.    | Иркутск                          | Tу-104A        | CCCP-42327          | Западни Сибир             | Отписан         | 24/115    | Авион се изненада нагнуо 20° удесно одмах након полетања са аеродрома Иркутск, неколико тренутака касније ударио је десним крилом о тло и срушио се. Превозио је путнике на линији Иркутск–Новосибирск. | [ 276 ]                               |
| 6. март 1976.       | Верхњаја Хава                    | Ил-18E         | CCCP-75408          | Јерменска ССР             | Отписан         | 111/111   | Авион је био на лету Москва-Јереван, када се срушио на прилазу аеродрому Јереван због електричног квара неколико инструмената, укључујући и аутопилота. | [ 277 ]                               |
| 10. март 1976.      | Аеродром Саратов                 | Aн-24РВ        | CCCP-46613          | Приволжск                 | Отписан         | 0         | Тешко слетање. Прекорачио је писту и срушио се. | [ 278 ]                               |
| 24. март 1976.      | Аеродром Ашхабад                 | Ил-14ЛИК       | CCCP-61756          | Казашка ССР               | Отписан         | 6/6       | Ударио у планину током лета у облачном времену. | [ 279 ]                               |
| 11. април 1976.     | Казачинск                        | Aн-2TП         | CCCP-09675          | Источни Сибир             | Отписан         | Непознато | Срушио се на планинском терену усред лошег времена. Сви чланови посаде су погинули у несрећи, али број смртних случајева није обелодањен. Летелица је била изнајмљена од Аерофлота. | [ 280 ]                               |
| 17. април 1976.     | Курск                            | Aн-2СХ         | CCCP-33170          | Узбечка ССР               | Отписан         | Непознато | Изгубио брзину након полетања и срушио се. | [ 281 ]                               |
| 22. април 1976.     | Тула                             | Aн-2Р          | CCCP-01626          | Централни                 | Отписан         | 0         | Принудно слетање након губитка снаге мотора због недостатка горива. | [ 282 ] [ 283 ]                       |
| 15. мај 1976.       | Чернигов                         | Aн-24РВ        | CCCP-46534          | Украјинска ССР            | Отписан         | 52/52     | Ушао је у јаку турбуленцију војног ловца приликом које је изгубио контролу и срушио се у близини Чернигова. Превозио је путнике на линији Кијев-Москва. | [ 284 ]                               |
| 16. мај 1976.       | Семипалатинск                    | Aн-2СХ         | CCCP-79935          | Казашка ССР               | Отписан         | 1/1       | Авион је обављао мисију прскања усева, када се срушио након оштрог скретања у близини Семипалатинска, а пијани пилот је погинуо. | [ 285 ]                               |
| 19. мај 1976.       | Алаверди                         | Aн-2Р          | CCCP-03547          | Јерменска ССР             | Отписан         | 0         | Срушио се током лета кроз олују. | [ 286 ]                               |
| 1. јун 1976.        | Биоко                            | Tу-154A        | CCCP-85102          | Међународни               | Отписан         | 45/45     | Авион је превозио путнике на међународној линији Луанда–Малабо–Киншаса–Триполи–Москва. Узрок несреће није утврђен, али се сумњало на квар радара. | [ 23 ] [ 287 ]                        |
| 9. јун 1976.        | Анадир                           | Aн-2           | CCCP-23743          | Магадан                   | Отписан         | 0         | Срушио се током лета по лошем времену. | [ 288 ]                               |
| 12. јун 1976.       | Нижњевартовск                    | Aн-2Р          | CCCP-32464          | Источни Сибир             | Отписан         | Непознато | Полетео је са аеродрома Нижњевартовск и срушио се на планинском терену удаљеном 4,5 километара од Нижњевартовска. Сви чланови посаде изгубили су живот у несрећи, али број смртних случајева није откривен. | [ 289 ]                               |
| 20. јун 1976.       | Енгељс                           | Aн-2Р          | CCCP-70819          | Приволжск                 | Отписан         | 2/2       | Срушио се док је прскао усеве за државну фарму. | [ 290 ]                               |
| 26. јун 1976.       | Казањ                            | Aн-2           | CCCP-70764          | Приволжск                 | Отписан         | 1         | Ударио је у далековод, срушио се и запалио. | [ 291 ]                               |
| 27. јун 1976.       | Комсомолски рејон                | Aн-2Р          | CCCP-70481          | Украјинска ССР            | Отписан         | 1/1       | Током прскања усева за државну фарму, посада, која је била пијана, одлетела је у Амангелди. Док је авион био паркиран, пијани механичар је извршио два лета, а током другог лета авион се срушио на обали реке Толибај и експлодирао. | [ 292 ]                               |
| 30. јун 1976.       | Валихановски рејон               | Aн-2Р          | CCCP-70531          | Централни                 | Отписан         | 3/3       | Доживео је квар током лета на једној од лопатица пропелера услед замора материјала, то је довело до губитка контроле авиона након чега се срушио. | [ 293 ]                               |
| 11. јул 1976.       | Сивашки залив                    | Aн-2           | CCCP-62439          | Украјинска ССР            | Отписан         | 0         | Срушио се након што је наишао на лоше време. | [ 294 ]                               |
| 15. јул 1976.       | Барнаул                          | Aн-2П          | CCCP-05840          | Западни Сибир             | Отписан         | 0         | Током лета Земиногорск - Барнаул мотор се покварио због недостатка горива, иако је мерач горива показао 150 литара горива. Принудно слетање извршено је у шуми, а авион је због тога претрпео значајну штету. | [ 295 ]                               |
| 17. јул 1976.       | Аеродром Чита                    | Tу-104A        | CCCP-42335          | Источни Сибир             | Отписан         | 0/117     | Авион услед преоптерећења није успео да полети. | [ 296 ] [ 297 ]                       |
| 23. јул 1976.       | Соколскоје                       | Aн-2Р          | CCCP-35088          | Централни                 | Отписан         | Непознато | Авион је ударио у дрвеће и срушио се, посада је вероватно била пијана. | [ 299 ]                               |
| 26. јул 1976.       | Астрахан                         | Aн-2Р          | CCCP-07285          | Северни Кавказ            | Отписан         | 0         | Срушио се. | [ 300 ]                               |
| 3. август 1976.     | Поповка                          | Aн-2Р          | CCCP-70190          | Централни                 | Отписан         | Непознато | Срушио се. | [ 301 ]                               |
| 13. август 1976.    | Аеродром Гуријев                 | Aн-24Б         | CCCP-47734          | Казашка ССР               | Отписан         | 0/43      | Док се приближавао да слети у Гуријеву (данашњи Атирау) авион је летео прениско. Авион је тешко слетео великом брзином и два пута одскочио након чега се срушио и претрпео је значајну штету. | [ 302 ]                               |
| 27. август 1976.    | Берјозово                        | Aн-2В          | CCCP-79852          | Тјумењ                    | Отписан         | 0         | Авион се срушио услед квара мотора након што је посада направила грешку у руковању са системом за гориво. | [ 303 ]                               |
| 9. септембар 1976.  | Црно море                        | Aн-24РВ        | CCCP-46518          | Белоруска ССР             | Отписан         | 64/64     | Судар у ваздуху, 37 километара јужно од Анапе, између авиона Aн-24 и Јак-40. Авион Ан -24РВ је летео на линији Доњецк-Адлер са 46 особа у летелици. Авион Јак-40 је летео на линији Ростов на Дону-Керч са 14 путника и 4 члана посаде. | [ 304 ] [ 305 ]                       |
| 9. септембар 1976.  | Црно море                        | Јак-40         | CCCP-87772          | Северни Кавказ            | Отписан         | 64/64     | Судар у ваздуху, 37 километара јужно од Анапе, између авиона Aн-24 и Јак-40. Авион Ан -24РВ је летео на линији Доњецк-Адлер са 46 особа у летелици. Авион Јак-40 је летео на линији Ростов на Дону-Керч са 14 путника и 4 члана посаде. | [ 304 ] [ 305 ]                       |
| 26. септембар 1976. | Новосибирск                      | Aн-2           | CCCP-79868          | Западни Сибир             | Отписан         | 5         | Пилот је намерно срушио авион у зграду у којој је живела његова бивша супруга - од које се развео. | [ 306 ]                               |
| 2. октобар 1976.    | Хоито-Гол                        | Aн-2T          | CCCP-01226          | Источни Сибир             | Отписан         | 0         | Срушио се у Источним Сајанским планинама. | [ 307 ]                               |
| 30. октобар 1976.   | Аеродром Ташкент                 | Ил-18В         | CCCP-75575          | Узбечка ССР               | Отписан         | 0/97      | Прекорачио писту приликом слетања по лошем времену. | [ 308 ]                               |
| 28. новембар 1976.  | Москва                           | Tу-104Б        | CCCP-42471          | Северни                   | Отписан         | 72/72     | Срушио се 29 километара од аеродрома Шереметјево услед невремена. Неисправност вештачког хоризонта узроковала је дезоријентацију пилота. Превозио је путнике на линији Москва-Лењинград. | [ 309 ] [ 310 ] [ 311 ]               |
| 7. децембар 1976.   | Армавир                          | Јак-40         | CCCP-87756          | Украјинска ССР            | Отписан         | 0/29      | Због магле је посада извела обилазак око Минералније Води. Посада је размотрила преусмеравање ка Ставропољу, али АКЛ је обавестила да је видљивост тамо само 300 метара (у ствари је била 700 метара што би омогућило сигурно слетање). Посада је покушала друго слетање, али је морала поново да обилази. Посада је тада преусмерила авион према Армавиру, али авиону је остало премало горива и коначно слетање је било у воћњаку, неких 1.745 метара од писте. Авион је превозио путнике на линији Дњепропетровск–Минералније Води.                                                                                            | [ 312 ]                               |
| 16. децембар 1976.  | Запорожје                        | Јак-40         | CCCP-87638          | Украјинска ССР            | Отписан         | 5/5       | Срушила се током тренажног лета након губитка брзине, 20 километара северозападно од Запорожја. | [ 313 ]                               |
| 17. децембар 1976.  | Уст-Кут                          | Јак-40         | CCCP-88208          | Источни Сибир             | Отписан         | 7/7       | Пре полетања, леви висиномер је постављен погрешно, због чега је висина коју је показивао показивао одступала 100 метара од стварне надморске висине. Посада такође није схватила да је стабилизатор такође постављен погрешно. Срушио се убрзо након полетања ударивши у дрвеће након чега се запалио. Авион је превозио терет на линији Уст-Кут-Киренск. | [ 314 ]                               |
| 17. децембар 1976.  | Кијев                            | Aн-24          | CCCP-46722          | Украјинска ССР            | Отписан         | 48/55     | Летео је прениско услед смањене видљивости при прилазу аеродрому Жуљани, на крају се сударио са бетонским насипом. Авион је превозио путнике на линији Черновци–Кијев. | [ 315 ] [ 316 ]                       |
| 18. децембар 1976.  | Јужно-Сахалинск                  | Ил-14РР        | CCCP-61752          | Далеки исток              | Отписан         | 8/10      | Одступио је од прилазног пута ка аеродрому Јужно-Сахалинск, док је обављао истраживачки лет и ударио је у планину. | [ 317 ]                               |
| 13. јануар 1977.    | Aлмa-Aтa                         | Tу-104A        | CCCP-42369          | Далеки исток              | Отписан         | 96/96     | Авион је превозио путнике на линији Хабаровск – Новосибирск – Душанбе када је избио пожар на једном од његових мотора. Док је испуштао гориво за хитно слетање на аеродром Алма-Ата, ватра је доспела до резервоара за гориво, који је експлодирао, авион се срушио на 3,5 километара од аеродрома. | [ 1 ] [ 318 ] [ 319 ] [ 320 ] [ 321 ] |
| 15. фебруар 1977.   | Минералније Води                 | Ил-18В         | CCCP-75520          | Узбечка ССР               | Отписан         | 77/77     | Срушио се након неуспелог прилаза аеродрому Минералније Води. Превозио је путнике на линији Ташкент-Минералније Води. | [ 1 ] [ 322 ] [ 323 ] [ 324 ]         |
| 6. март 1977.       | Непознато                        | Aн-2TП         | CCCP-40572          | Јакутија                  | Отписан         | Непознато | Скренуо са писте и ударио у зграду. | [ 325 ]                               |
| 18. март 1977.      | Фориш                            | Aн-2Р          | CCCP-09191          | Узбечка ССР               | Отписан         | 2/2       | Током прскања усева посада је изводила акробације приликом којих се авион срушио. | [ 326 ]                               |
| 30. март 1977.      | Жданов                           | Јак-40         | CCCP-87738          | Украјинска ССР            | Отписан         | 8/27      | Приликом прилаза аеродрому Жданов, авион је крилом ударио у стуб и срушио се. Превозио је путнике на линији Дњепропетровск–Жданов. | [ 327 ] [ 328 ]                       |
| 5. април 1977.      | Пењок                            | Ил-14ФКМ       | CCCP-61675          | Западни Сибир             | Отписан         | 6/6       | Срушио се услед губитка контроле кормила. Авион је био на тренажном лету. | [ 329 ]                               |
| 7. мај 1977.        | Тавда                            | Aн-2           | CCCP-15925          | Тјумењ                    | Отписан         | Непознато | Судар у ваздуху. | [ 330 ] [ 331 ]                       |
| 7. мај 1977.        | Тавда                            | Aн-2           | CCCP-44992          | Урал                      | Отписан         | Непознато | Судар у ваздуху. | [ 330 ] [ 331 ]                       |
| 7. мај 1977.        | Аеродром Ајанка                  | Aн-2T          | CCCP-23716          | Далеки исток              | Отписан         | 4/4       | На путу за Тиличики авион се запалио због цурења горива. Посада је изгубила контролу. Авион се срушио на залеђеном језеру у тундри, 20 километара југоисточно од Ајанке. | [ 332 ]                               |
| 27. мај 1977.       | Хавана                           | Ил-62M         | CCCP-86614          | Међународни               | Отписан         | 69        | Авион ударио у далековод приликом слетања на међународном аеродрому Хосе Марти. Превозио је путнике на међународној линији Москва-Франкфурт на Мајни–Лисабон–Хавана. | [ 1 ] [ 333 ] [ 334 ]                 |
| 10. јун 1977.       | Бухара                           | Aн-2Р          | CCCP-55735          | Узбечка ССР               | Отписан         | 0         | Принудно слетање услед губитка снаге мотора. | [ 335 ]                               |
| 8. јул 1977.        | У близини аеродрома Сухуми       | Aн-24РВ        | CCCP-46847          | Кировградска школа летења | Отписан         | 6/7       | Спуштао се постепено све док се није срушио у Црно море, вероватно због грешке неискусног пилота. Авион је био на тренажном лету из Сухумија за Кировград (данашњи Кропивницки). | [ 336 ]                               |
| 10. јул 1977.       | Аеродром Хелсинки                | Tу-134         | CCCP-65639          | Северни                   | Отписан         | 0         | Авион су отеле две особе које су захтевале да буду пребачене у Шведску. Авион се преусмерио за Хелсинки због недостатка горива, где су се отмичари предали. | [ 337 ]                               |
| 14. јул 1977.       | Хабаровск                        | Aн-2Р          | CCCP-55723          | Далеки исток              | Отписан         | 0         | Срушио се услед преоптерећења. | [ 338 ]                               |
| 19. јул 1977.       | Аламудун                         | Aн-2Р          | CCCP-15274          | Киргиска ССР              | Отписан         | 0         | Ударио у препреку током обиласка након неуспелог приступа. | [ 339 ]                               |
| 20. јул 1977.       | Витим                            | АВИА 14M       | CCCP-52096          | Источни Сибир             | Отписан         | 39/40     | Покушај полетања при јаком ветру са аеродрома Витим. Летелица је слетела са писте, ударила у дрвеће и срушила се у шуму. Авион је превозио путнике на линији Витим-Иркутск. | [ 340 ]                               |
| 21. јул 1977.       | Кунград                          | Aн-2Р          | CCCP-44617          | Узбечка ССР               | Отписан         | 0         | Ударио је у препону при полетању, претрпео је знатну штету. | [ 341 ]                               |
| 2. август 1977.     | Аеродром Бариш                   | Aн-2TП         | CCCP-29316          | Приволжск                 | Отписан         | 0/24      | Авион је превозио путнике на линији Уљановск-Николајевка. Пилот је укрцао 16 путника за неовлашћени лет Бариш-Павлока. Преоптерећена летелица није успела да постигне потребну висину приликом полетања, ударила је у дрвеће 3 километара од аеродрома и срушила се. | [ 342 ]                               |
| 18. август 1977.    | Уст-Кујга                        | Aн-26          | CCCP-26536          | Јакутија                  | Отписан         | 0         | Тешко слетање. | [ 343 ]                               |
| 29. август 1977.    | Омолон                           | Aн-2T          | CCCP-01250          | Магадан                   | Отписан         | 0         | Срушио се приликом лета по лошем времену. | [ 344 ]                               |
| 30. август 1977.    | Јурбаркас                        | Aн-2           | CCCP-32032          | Литванска ССР             | Отписан         | 0         | Пуцање стајног трапа приликом слетања проузроковало је непоправљиву штету на авиону. | [ 345 ]                               |
| 31. август 1977.    | Отрадо-Олгински                  | Aн-2Р          | CCCP-32180          | Северни Кавказ            | Отписан         | 2/2       | Срушио се. | [ 346 ]                               |
| 27. септембар 1977. | Покрајина Самарканд              | Aн-2Р          | CCCP-33254          | Узбечка ССР               | Отписан         | 0         | Посада је погрешно управљала компензатором надморске висине, због чега се мотор угасио. Летелица је слетела и отписана је. | [ 347 ]                               |
| 18. октобар 1977.   | Средњеколимск                    | Aн-2T          | CCCP-55625          | Јакутија                  | Отписан         | Непознато | Срушио се. | [ 348 ]                               |
| 27. октобар 1977.   | Рт Чељускин                      | Ил-14M         | CCCP-04195          | Краснојарск               | Отписан         | Непознато | Срушио се након што је полетео са аеродрома Рт Чељускин. | [ 349 ]                               |
| 28. новембар 1977.  | Чуја                             | Aн-2Р          | CCCP-70629          | Источни Сибир             | Отписан         | 0         | Непознато | [ 350 ]                               |
| 9. децембар 1977.   | Тарко-Сале                       | Aн-24РВ        | CCCP-47695          | Тјумењ                    | Отписан         | 17/23     | Срушио се и запалио приликом полетања са аеродрома Тарко-Сале због погрешног положаја закрилца. Превозио је путнике на линији Тарко-Сале - Сургут. | [ 351 ] [ 352 ]                       |
| 19. децембар 1977.  | Подкопајево                      | Aн-2TП         | CCCP-09696          | Централни                 | Отписан         | 0         | Принудно слетање због губитка снаге мотора, проузрокованог нестанком горива. | [ 353 ] [ 354 ]                       |
| 20. децембар 1977.  | Ухта                             | Aн-2П          | CCCP-07471          | Комија                    | Отписан         | 0         | Принудно слетање услед квара мотора. | [ 355 ]                               |
| 23. децембар 1977.  | Екимчан                          | Aн-2Р          | CCCP-02708          | Далеки исток              | Отписан         | 0         | Срушио се због преоптерећења. | [ 356 ]                               |
| 1978.               | Непознато                        | Aн-12БП        | CCCP-11125          | Јакутија                  | Отписан         | 0         | Суд у ком је била киселина је процурео у теретном простору авиона. Повучен је из употребе због јаке корозије. | [ 357 ]                               |
| 1. фебруар 1978.    | Красни                           | Aн-2TП         | CCCP-40570          | Централни                 | Отписан         | Непознато | Сударио се са другим Ан-2ТП, регистарски број СССР-40563, због грешке контролора ваздушног саобраћаја. Слетео је на сигурно, без пријављених смртних случајева у авиону. У несрећи су погинули сви путници СССР-40563. | [ 358 ]                               |
| 18. фебруар 1978.   | Новосибирск                      | Tу-154A        | CCCP-85087          | Западни Сибир             | Отписан         | 0         | Ватра која је избила у путничкој кабини захватила је предњи део авиона. Авион је стајао паркиран на аеродрому Толмачево. | [ 359 ]                               |
| 4. април 1978.      | Мурјук                           | Aн-2T          | CCCP-13716          | Западни Сибир             | Отписан         | 0         | Изгубио брзину при полетању, и срушио се. | [ 360 ]                               |
| 8. април 1978.      | Аеродром Алдан                   | Јак-40         | CCCP-87911          | Јакутија                  | Отписан         | 0/17      | Изгубио брзину након полетања и срушио се. Превозио је путнике на линији Алдан-Иркутск. | [ 361 ] [ 362 ]                       |
| 1. мај 1978.        | Уфа                              | Aн-2Р          | CCCP-01367          | Приволжск                 | Отписан         | 0         | Срушио се приликом лета по лошем времену. | [ 363 ]                               |
| 6. мај 1978.        | Ашхабад                          | Ил-18          | Непознато           | Непознато                 | Непознато       | 1         | На лету за Минералније Води, авион је отео путник који је захтевао да се пребаци у Иран. Претио је посади пиштољем и гранатом. Упуцан је копилот, након чега су снаге безбедности пуцале и убиле отмичара. Летелица је успела да се безбедно врати у Ашхабат. Касније је откривено да је пиштољ био кућне израде а да је граната била лажна направљена од дрвета. | [ 364 ]                               |
| 7. мај 1978.        | Карнауховски                     | Aн-2Р          | CCCP-70493          | Северни Кавказ            | Отписан         | 3/3       | Авион је прскао усеве за колективну фарму "Бољшевик". Пијани пилот повезао је два путника а летелица се срушила у поље и запалила се. | [ 365 ]                               |
| 19. мај 1978.       | Максатиха                        | Tу-154Б        | CCCP-85169          | Азербејџанска ССР         | Отписан         | 4/134     | Принудно слетање на 5,3 километара од Максатихе, Тверска област, након заустављања сва три мотора, убрзо је инжењер лета грешком искључио аутоматско пребацивање горива у резервоар. Авион је превозио путнике на линији Баку-Лењинград. | [ 366 ]                               |
| 29. мај 1978.       | Пастави                          | Aн-2П          | CCCP-35188          | Белоруска ССР             | Отписан         | 0/5       | Док су се приближавали, летелица је изгубила висину и срушила се на путни насип у близини аеродрома. | [ 367 ]                               |
| 18. јун 1978.       | Непознато                        | Aн-2Р          | CCCP-02846          | Јакутија                  | Отписан         | Непознато | Оштећен након ремонта у несрећи. Детаљнији извештаји нису доступни. | [ 368 ]                               |
| 25. јун 1978.       | Владивосток                      | Aн-2Р          | CCCP-09616          | Далеки исток              | Отписан         | 0         | Срушио се. | [ 369 ]                               |
| 11. јул 1978.       | Махачкала                        | Aн-2T          | CCCP-79968          | Северни Кавказ            | Отписан         | 0         | Принудно слетање услед квара мотора. | [ 370 ]                               |
| 16. август 1978.    | Нукус                            | Aн-2TП         | CСCР-40545          | Узбечка ССР               | Отписан         | 0         | Срушио се. | [ 371 ]                               |
| 8. септембар 1978.  | Јаблоновка                       | Aн-2Р          | CCCP-35112          | Украјинска ССР            | Отписан         | 2/2       | Авион је изгубио висину и срушио се током прскања усева. Комплет за прву помоћ смештен испод седишта пилота вероватно се заглавио између седишта и управљачког стуба узрокујући губитак контроле стабилизатора. | [ 372 ]                               |
| 23. септембар 1978. | Новоалександровск                | Aн-2Р          | CCCP-32079          | Северни Кавказ            | Отписан         | 3/3       | Док је били на лету за прскање усева за колективну фарму "Лењин", посада, која је била пијана, изводила је акробације. Летелица се срушила у поље и запалила се. | [ 373 ]                               |
| 29. септембар 1978. | Улан Батор                       | Aн-2Р          | CCCP-07278          | Казашка ССР               | Отписан         | 0         | Лет у терен из непознатих разлога. | [ 374 ]                               |
| 2. октобар 1978.    | Тбилиси                          | Јак-40         | CCCP-87544          | Приволжск                 | Отписан         | 0/30      | Авион је превозио путнике на линији Волгоград–Тбилиси. Доживео је хидраулички квар пре слетања на аеродром Тбилиси. Авион је промашио писту и ударио у бетонски стуб, приликом чега се разбио на три дела. | [ 375 ]                               |
| 7. октобар 1978.    | Свердловск                       | Јак-40         | CCCP-87437          | Казашка ССР               | Отписан         | 38/38     | Доживео је квар мотора убрзо након полетања са аеродрома Колцово, услед залеђивања. Авион је изгубио висину и срушио се у брдо. Превозио је путнике на линији Свердловск–Костанај. | [ 376 ] [ 377 ]                       |
| 13. октобар 1978.   | Мари                             | Aн-2Р          | CCCP-32515          | Туркменска ССР            | Отписан         | 0         | Авион се срушио због преоптерећења. | [ 378 ]                               |
| 17. октобар 1978.   | Лановци                          | Aн-2Р          | CCCP-32599          | Украјинска ССР            | Отписан         | 2/2       | Пилоти су се ометали током лета прскања усева по брдовитом терену и као резултат тога летелица је ударила у падину брда. | [ 379 ]                               |
| 18. октобар 1978.   | Нижњевартовск                    | Aн-2П          | CCCP-02457          | Западни Сибир             | Отписан         | 0         | Авион је полетео а није био у потпуности очишћен од снега и леда. Контрола авиона је постала отежана и посада је извршила принудно слетање по мочварном терену. Авион се тада запалио. | [ 380 ]                               |
| 23. октобар 1978.   | Сиваш                            | Aн-24Б         | CCCP-46327          | Северни Кавказ            | Отписан         | 26/26     | Срушио се у Сивашком заливу након што је претрпео двоструки пламен мотора због залеђивања, док је био на висини од 2.400 метара. Превозио је путнике на линији Краснодар-Симферопољ. | [ 381 ]                               |
| 10. новембар 1978.  | Аеродром Махачкала               | Aн-24Б         | CCCP-46789          | Северни Кавказ            | Отписан         | 1         | Док је био на путу између Грозног и Бакуа, један путник је покушао да отме авион да га одвезе у Турску. Повредио је инжењера лета, а рикошетом се убио приликом пуцања на оклопна врата кабине. Авион је успео да сигурно слети у Махачкалу, али очигледно је претрпео одређену штету пошто је отписан 27. фебруара 1979. године. | [ 382 ]                               |
| 14. новембар 1978.  | Стокхолм                         | Tу-154Б-1      | CCCP-85286          | Међународни               | Поправљен       | 0/74      | Прешао је писту и срушио се након што није успео да полети. Авион је превозио путнике на међународној линији Стокхолм-Москва. | [ 383 ]                               |
| 30. новембар 1978.  | Непознато                        | Непознато      | Непознато           | Непознато                 | Непознато       | 1         | Отмица авиона. Авион је летео на линији Краснодар-Баку. | [ 384 ]                               |
| 9. децембар 1978.   | Черски                           | Aн-26          | CCCP-26547          | Јакутија                  | Отписан         | 7/7       | Изгубио је контролу и срушио се током теретног лета. | [ 385 ]                               |
| 19. децембар 1978.  | Самарканд                        | Aн-24Б         | CCCP-46299          | Узбечка ССР               | Отписан         | 5/5       | Срушио се на прилазу аеродрому Самарканд јер је радио само један мотор. | [ 386 ]                               |
| 2. јануар 1979.     | Антарктичка станица Молодјожнаја | Ил-14ФКM       | CCCP-04193          | Централни                 | Отписан         | 3/14      | Срушио се при полетању услед јаког ветра. Авион је обављао транспортне летове за особље 24. совјетске експедиције на Антарктик. | [ 387 ]                               |
| 15. јануар 1979.    | Минск                            | Aн-24Б         | CCCP-46807          | Украјинска ССР            | Отписан         | 13/14     | Авион је превозио путнике на линији Кијев-Минск када се срушио 5.3 километара северозападно од аеродрома Минск-1, приликом прилаза након што је пилот прерано искључио систем за одлеђивање а авион је наишао на услове залеђивања када је летео кроз облаке. | [ 388 ] [ 389 ]                       |
| 18. јануар 1979.    | Белгород                         | Л-410M         | CCCP-67210          | Централни                 | Отписан         | 3/3       | Срушио се током обављања тренинг-лета. | [ 390 ]                               |
| 12. март 1979.      | Непознато                        | Aн-2TП         | CCCP-40594          | Јакутија                  | Отписан         | Непознато | Срушио се у залеђено језеро и потонуо. | [ 391 ]                               |
| 17. март 1979.      | Москва                           | Tу-104Б        | CCCP-42444          | Украјинска ССР            | Отписан         | 58/119    | Лажна пожарна узбуна на једном од мотора навела је посаду да авион одлети на аеродром Внуково. Приликом приближавања аеродрому, у лошој видљивости, авион се спустио прениско и једним крилом је ударио у стуб далековода, затим је ударио у врх брда и на крају се срушио на залеђено поље. Труп авиона је без кокпита и без крила клизио неких 200 метара преко снежне површине пре него што се зауставио. Превозио је путнике на линији Москва-Одеса. | [ 392 ]                               |
| 20. март 1979.      | Чарџоу                           | Јак-40К        | CCCP-87930          | Туркменска ССР            | Отписан         | 0/34      | Ушао је у турбуленцију коју је проузроковао Ми-6 и срушио се на аеродрому Чарџоу. | [ 393 ]                               |
| 22. март 1979.      | Лијепаја                         | Tу-134A        | CCCP-65031          | Летонска ССР              | Отписан         | 4/5       | Авион је превозио терет на линији Омск–Горки–Лијепаја. Срушио се приликом прилаза аеродрому Лијепаја услед лоше видљивости. | [ 394 ]                               |
| 26. март 1979.      | Бајкит                           | Aн-26          | CCCP-26569          | Урал                      | Отписан         | 4/4       | Ударио је у дрвеће на прилазу аеродрому Бајкит и срушио се. | [ 395 ]                               |
| 10. мај 1979.       | Сочи                             | Ил-18Д         | CCCP-75414          | Урал                      | Отписан         | 0/79      | Прекорачио је писту и срушио се на аеродрому у Сочију након неуспелог полетања. | [ 396 ]                               |
| 10. мај 1979.       | Свидовец                         | Aн-2Р          | CCCP-06330          | Украјинска ССР            | Отписан         | 0         | Срушио се због преоптерећења. | [ 397 ]                               |
| 19. мај 1979.       | Уфа                              | Tу-134A        | CCCP-65839          | Молдавска ССР             | Отписан         | 0/89      | Слетео је на аеродром Уфа са закључаним кочницама, скренуо са писте што је узроковало пуцање резервоара за гориво, након чега је избио пожар. Авион је превозио путнике на линији Новосибирск–Уфа–Киншаса. | [ 398 ]                               |
| 31. мај 1979.       | Тјумењ                           | Tу-134A        | CCCP-65649          | Тјумењ                    | Отписан         | 0         | Авион је претрпео пуцање гуме која је запалила хидрауличну течност приликом слетања на аеродром у Тјумењу. | [ 399 ]                               |
| 16. јун 1979.       | Петропавловск Камчатски          | Aн-2T          | CCCP-44920          | Далеки исток              | Отписан         | 0/1       | Украден од стране пијаног пилота на аеродрому Петропавловск-Камчатски. Авион се срушио након акробација на малој висини. | [ 400 ]                               |
| 3. јул 1979.        | Краснаја Пољана                  | Aн-2M          | CCCP-02330          | Украјинска ССР            | Отписан         | Непознато | Ударио у преносни торањ током прскања усева. | [ 401 ]                               |
| 3. август 1979.     | Лењинград                        | Л-410M         | CCCP-67206          | Централни                 | Отписан         | 10/14     | Док је био на прилазу аеродрому Ржевка, десни мотор је отказао. Авион се срушио у шуми недалеко од десне стране писте и запалио се. Превозио је путнике на линии Смоленск-Великије Луки-Лењинград. | [ 402 ] [ 403 ]                       |
| 11. август 1979.    | Дњепродзержинск                  | Tу-134AК       | CCCP-65735          | Белоруска ССР             | Отписан         | 178/178   | Обе летелице учествовале су у ваздушном судару на приближној висини од 8.400 метара. Авион Ту-134АК полетео је са аеродрома Доњецк и био је на лету за Минск са 84 путника - 77 путника и 7 чланова посаде, док је други авион превозио путнике на линији Чељабинск – Вороњеж – Кишињев са 94 путника - 88 путника и шест чланова посаде. Сви путници из обе летелице изгубили су живот. | [ 404 ] [ 405 ] [ 406 ]               |
| 11. август 1979.    | Дњепродзержинск                  | Tу-134A        | CCCP-65816          | Молдавска ССР             | W/O             | 178/178   | Обе летелице учествовале су у ваздушном судару на приближној висини од 8.400 метара. Авион Ту-134АК полетео је са аеродрома Доњецк и био је на лету за Минск са 84 путника - 77 путника и 7 чланова посаде, док је други авион превозио путнике на линији Чељабинск – Вороњеж – Кишињев са 94 путника - 88 путника и шест чланова посаде. Сви путници из обе летелице изгубили су живот. | [ 404 ] [ 405 ] [ 406 ]               |
| 24. август 1979.    | Јенисејск                        | Aн-12TБ        | CCCP-12963          | Краснојарск               | Отписан         | 11/16     | Авион је био на путу из Норилска за Краснојарск, превозећи терет, када се срушио 18 километара од Јенисејска услед паљења свих мотора због контаминираног горива. | [ 407 ]                               |
| 29. август 1979.    | Кирсанов                         | Tу-124В        | CCCP-45038          | Приволжск                 | Отписан         | 63/63     | Авион је превозио путнике на линији Одеса-Кијев-Казањ када је посада изгубила контролу над авионом због проблема са закрилцима. Аерофлот је након ове несреће повукао из службе авионе типа Tу-124. | [ 408 ] [ 409 ]                       |
| 3. септембар 1979.  | Амдерма                          | Aн-24Б         | CCCP-46269          | Архангељск                | Отписан         | 40/43     | Авион се срушио приликом слетања на аеродром Амдерма услед грешке посаде која није добро проценила висину. Превозио је путнике на линији Архангељск-Амдерма. | [ 410 ]                               |
| 20. септембар 1979. | Аеродром Маљушин                 | Aн-2Р          | CCCP-56413          | Белоруска ССР             | Отписан         | Непознато | Непознато | [ 411 ]                               |
| 13. октобар 1979.   | Непознато                        | Aн-2Р          | CCCP-70805          | Јакутија                  | Отписан         | Непознато | Срушио се на отвореном пољу и изгорео у пожару. | [ 412 ]                               |
| 27. октобар 1979.   | Ленск                            | Aн-2TП         | CCCP-32322          | Јакутија                  | Отписан         | 3/12      | Задња врата су се отворила током полетања. Двојица путника напустила су своја седишта како би затворила врата, због чега се тежиште пореметило. Авион је ударио у писту. | [ 413 ]                               |
| 30. октобар 1979.   | У данским водама                 | Ил-14M         | CCCP-61683          | Москва СПиМВЛ             | Отписан         | 0/0       | Уништен од пожара који је избио на броду (МВ Ољенок) на ком је авион био превожен. | [ 414 ]                               |
| 16. новембар 1979.  | Вологда                          | Јак-40         | CCCP-87454          | Лењинград                 | Отписан         | 3/5       | Авион се у магли приближавао Вологди. Иако је регистрована видљивост 1500 метара, стварна видљивост је била 700 метара, што је било испод аеродромских минимума. Авион се спустио прениско и додирнуо врхове дрвећа на 20 метара и срушио се у шуму и запалио. Наводно погрешне информације о видљивости намерно су прослеђене како би се омогућио долазак три авиона. | [ 415 ] [ 416 ]                       |

## Галерија
- Аерофлотов Тупољев Ту-104Б на Стокхолм-Арланда, Шведска. (1972)
- Аерофлотов Тупољев Ту-134A на Евроаеродрому. (1975)
- Аерофлотов Јак-40 на Стокхолм-Брома, Sweden. (1971)
- Аерофлотов Тупољев Ту-154Б на аеродрому Цирих. (1979)
- Аерофлотов Тупољев Ту-154A на аеродрому Цирих. (1977)
- Аерофлотов Тупољев Ту-134A на Евроаеродрому. (1976)
- Аерофлотов Тупољев Ту-134A на аеродрому Цирих. (1977)
- Аерофлотов Тупољев Ту -124В на Стокхолм-Арланда, Шведска. (1967)

### Белешке
1. ↑  Постоји разлика у извештајима о броју смртних случајева, према неким се такође тврдило да их је било 93.[23]
2. ↑  This event has also been reported to have taken place in август 1971.; there is a discrepancy in the number of fatalities.[23][64]
3. ↑   Постоји одступање у броју смртних случајева јер се тврдило да их је било 108,[103] и 122.[104]
4. ↑   И датум догађаја и број смртних случајева нису поуздани за ову несрећу. Тврди се да се догодила 1.[123] или 2. октобра,[103] а да је број погинулих био 109,[123] или 100.[103]
5. ↑   Подаци о броју смртних случајева ове несреће нису различити, пошто је извештено да је број смртних случајева 174,[126] или према неким извештајима 176.[127]
6. ↑   Неки извори погрешно наводе регистрацију као CCCP-42411.[156]
7. ↑  The accident date was also reported as October 20.[188]
8. ↑   Постоји одступање у броју смртних случајева јер се тврдило да их је 109,[210] и 118.[211]
9. ↑  The accident date was also reported as July 28.[298]